# Operación Puerto

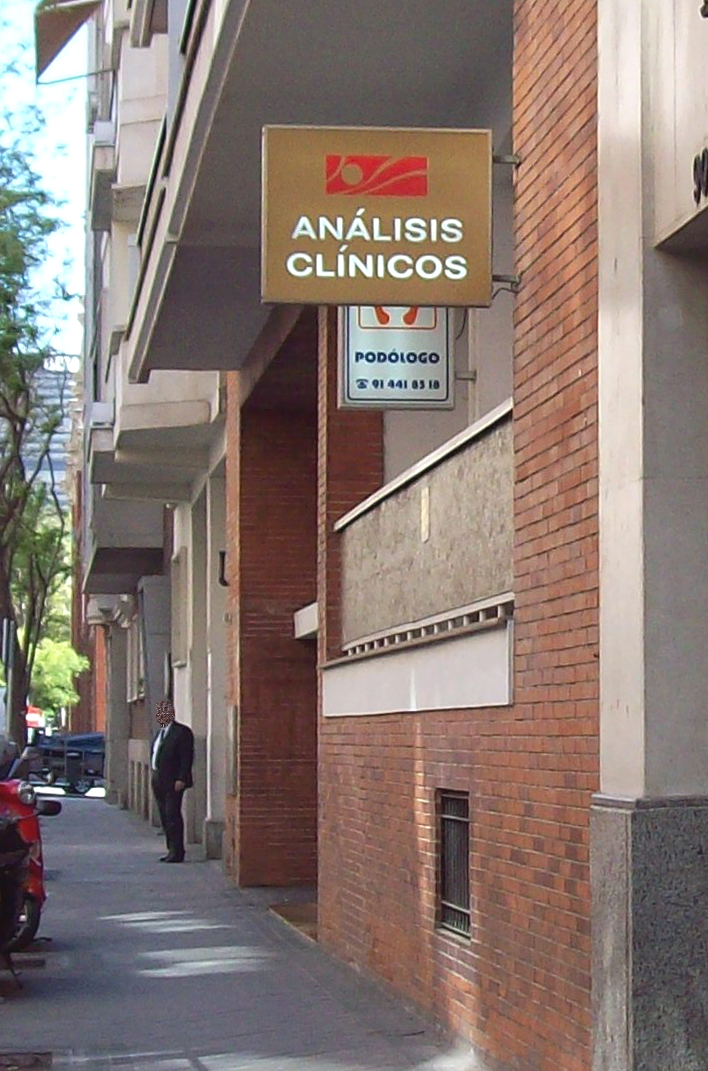
C/ Zurbano n.º 92 (Madrid, España): el panel Análisis Clínicos anuncia el laboratorio del Dr. Merino Batres situado en la entreplanta, un lugar clave para la red de dopaje desarticulada por la Guardia Civil.

La Operación Puerto (OP) fue una operación contra el dopaje en el deporte de élite realizada en España. Este proceso permitió desarticular una red de dopaje liderada por el doctor Eufemiano Fuentes; dicha red ofrecía diversas prácticas ilícitas para mejorar el rendimiento de sus clientes deportistas: hormonas (incluyendo EPO, testosterona y otros anabolizantes), medicamentos y transfusiones sanguíneas.
Las investigaciones de la Guardia Civil comenzaron en febrero de 2006 y desembocaron en detenciones y registros el 23 de mayo, fecha en que se conoció la existencia de dicha operación. Se anunció entonces que entre los clientes de la red de dopaje desarticulada había futbolistas, tenistas, ciclistas y atletas. Sin embargo, en el sumario del caso el instituto armado solo identificó a 58 ciclistas como clientes de la red. La investigación se vio lastrada al no permitir el juez Serrano a los investigadores que se analizara toda la documentación incautada.
Al no ser el dopaje un delito en ese momento en España, el juez Serrano solo estudió un posible delito contra la salud pública, que solo incriminaría a los responsables de la red, no a sus clientes (los deportistas). El juez, al no hallar dicho delito, archivó el caso, quedando absueltos todos los imputados. La Audiencia Provincial de Madrid ordenó en dos ocasiones la reapertura del caso, ordenándose la apertura de juicio oral.
Además, el juez Serrano se negó a facilitar a los organismos deportivos internacionales (AMA y UCI) las pruebas recabadas durante la investigación, lo que impidió que los deportistas identificados como clientes de la red de dopaje recibieran sanciones deportivas.
Ante la negativa de las autoridades españolas a continuar con las investigaciones o a facilitar a otros organismos datos para que los clientes pudieran ser sancionados, países como Alemania e Italia iniciaron sus propias investigaciones sobre el caso. Las investigaciones realizadas por esos países han permitido, de momento, la confirmación (y consiguiente sanción) de seis clientes deportistas, todos ellos (salvo uno) ya identificados por la Guardia Civil.
En los primeros meses de 2013 tuvo lugar finalmente el juicio oral y su posterior sentencia: el doctor Fuentes y su colaborador José Ignacio Labarta fueron condenados, aunque con penas leves, y el resto de encausados fueron absueltos. Finalmente, el 10 de junio de 2016, la Audiencia Provincial de Madrid, dictó Sentencia firme por la cual se absolvía a los imputados de todos los delitos por los que se les juzgaba. Los jueces consideraron que la conducta enjuiciada es conforme a la Ley Española, es decir, que no realizaron ninguna actividad ilegal según la ley.
En la Operación Puerto fueron juzgadas cinco personas -Eufemiano Fuentes, José Ignacio Labarta, Manolo Saiz, Vicente Belda y Yolanda Fuentes- y todas resultaron absueltas, por lo que no se entiende que el entonces instructor del atestado, el teniente de la Guardia Civil, Enrique Gómez Bastida, que luego fue ascendido a Comandante y posteriormente nombrado Director de la Agencia Española Antidopaje, abriera un atestado contra una conducta que, conforme a la Ley Española, no era delito. Los únicos sancionados deportivamente fueron Jan Ullrich, Ivan Basso, Alejandro Valverde, Jörg Jaksche, Michele Scarponi y Giampaolo Caruso solo por sospechas o confesiones ya que las pruebas, principalmente las bolsas de sangre, no se entregaron hasta el 2016 tras dictaminarse la sentencia final cuando el posible delito deportivo ya había prescrito.
Habría que preguntarse de dónde obtuvo el teniente Gómez Bastida los fondos necesarios para mantener una investigación policial sobre una actividad que, conforme a la Ley Española vigente, era lícita y legal y, además, contratada en los años 80 por el Gobierno de España para mejorar los resultados deportivos de los atletas españoles de élite, tal y como publicó "El Pais" en su edición de 14 de febrero de 1985.

## Orígenes
Antes de hablar de la investigación sobre la Operación Puerto, ha de señalarse que la actividad del doctor Eufemiano Fuentes era conocida, alentada y apoyada por las autoridades deportivas españolas en los años 80, que buscaban la mejor forma posible de preparación de sus atletas de cara a los Juegos Olímpicos.
Quizá como resultado de aquellas prácticas, en las Olimpiadas de Barcelona de 1992, España obtuvo el mejor medallero de su historia deportiva.

## Investigación de la Guardia Civil

### Origen de la investigación
El atestado policial, instruido por el teniente de la Guardia Civil Enrique Gómez Bastida, se instruye el 8 de mayo de 2006 y ya desde el tercer párrafo del mismo se habla de una posibles prácticas de "dopaje". En esa época el dopaje en España no era delito.
Aunque en un primer momento no se especificó el motivo que desencadenó las investigaciones, el diario El Mundo indicó que habrían sido impulsadas tras el positivo por EPO y posterior descalificación (tras haber subido como ganador de la general al podio final) del ciclista español Roberto Heras, del equipo Liberty Seguros, en la Vuelta a España 2005 y las denuncias efectuadas dos años atrás por Jesús Manzano. En este sentido, en el informe detallado elaborado por la Guardia Civil se resaltaba la importancia de las declaraciones y confesiones efectuadas por Manzano, exciclista del equipo Kelme (rebautizado después Comunitat Valenciana). El diario El País también publicó que habría habido un chivatazo a los investigadores de alguien perteneciente al mundo del ciclismo, cuya identidad se ha mantenido en secreto. Asimismo, el diario ABC añadió que, en el transcurso de la Operación Mamut que desarticuló seis laboratorios clandestinos en Madrid y Barcelona, ya se habían encontrado indicios que señalaban a Eufemiano Fuentes.
Jesús Manzano había denunciado públicamente en marzo de 2004 en el diario As que el dopaje era una práctica extendida y generalizada en el ciclismo profesional, y explicó con detalle cómo se realizaba en el caso que él conocía, el equipo Kelme. Así, Manzano dio los siguientes detalles:
- Médicos: Manzano señaló directamente a Eufemiano Fuentes (entonces médico del Kelme) y dio también los nombres de Yolanda Fuentes (hermana de Eufemiano), Alfredo Córdova y Walter Virú, además de mencionar al médico deportivo italiano Luigi Cecchini como alguien muy próximo a Eufemiano.[13] José Luis Merino Batres también figuraba entre los médicos denunciados por Manzano.[14]

- Lugares: Manzano explicó que la dirección Zurbano 92 era un lugar clave de la red, donde se realizaban los análisis a los ciclistas. También habló de la habitación 101 del Hotel Aida, de Torrejón de Ardoz, donde Eufemiano tendría su estudio en aquella época.[13]

- Métodos: Manzano habló sin tapujos de los procedimientos dopantes utilizados, destacando las transfusiones sanguíneas: extraer sangre para posteriormente guardarla a baja temperatura y reinyectarla para mejorar el rendimiento. Según explicó, en aquella época no se identificaba al ciclista al guardar las bolsas, provocando reacciones de rechazo y problemas de salud en las ocasiones en las que la sangre inyectada no fuera compatible, hecho que él habría experimentado en primera persona.[13] También habló de la utilización habitual de fármacos y sustancias prohibidas en el deporte, tales como la EPO, el HGC Lepori o el Andriol, entre otros muchos.[13] Asimismo, detalló que los médicos del equipo realizaban análisis en el hotel de concentración durante la competición, para asegurarse de que los ciclistas no darían positivo en los controles.[13]

Esas confesiones crearon una gran polémica y fueron duramente criticadas por el entorno ciclista; Manzano llegó a recibir amenazas de muerte, denunciadas ante la Guardia Civil. El juez español que le interrogó, Guillermo Jiménez, decidió no abrir una investigación formal, al no ser el dopaje un delito según la legislación española vigente en ese momento y no hallar pruebas suficientes.
Sin embargo, la investigación efectuada por la Guardia Civil confirmaría plenamente el testimonio de Manzano, tal y como se recoge en el informe del instituto armado, en el que se reconoce expresamente la veracidad de las denuncias de Manzano a todos los niveles: nombres, lugares y prácticas. Manzano expresó su satisfacción porque había quedado demostrado que él había dicho la verdad.

### Seguimientos
Las investigaciones comenzaron en febrero de 2006. Durante tres meses (hasta el 23 de mayo, fecha de las detenciones y registros), la Guardia Civil comenzó a seguir la pista de ciertas personas que ofrecían servicios de dopaje, en forma de dopaje sanguíneo o mediante medicamentos. Los agentes denominaron Autotransfusión a la red de dopaje objeto de sus investigaciones.
Así, se localizaron los puntos utilizados por la red de dopaje para desarrollar sus actividades, estando la mayor parte de ellos en el centro de Madrid. Se pincharon teléfonos para grabar numerosas conversaciones telefónicas entre los responsables y clientes de la trama, que serían de gran importancia para descifrar los nombres en clave hallados en la documentación y bolsas sanguíneas incautadas durante los registros. Asimismo, se fotografió y grabó en vídeo la entrada y salida de varios clientes (acompañados de los responsables de la trama) en las dependencias de la red que ya estaban siendo vigiladas, hecho que sería también relevante para identificar a algunos clientes tras los nombres en clave utilizados.

### Detenciones
El 23 de mayo de 2006, la Guardia Civil procedió a la detención en Madrid, San Lorenzo de El Escorial y Zaragoza de los presuntos responsables de la trama de dopaje en virtud de la información recopilada hasta ese momento:

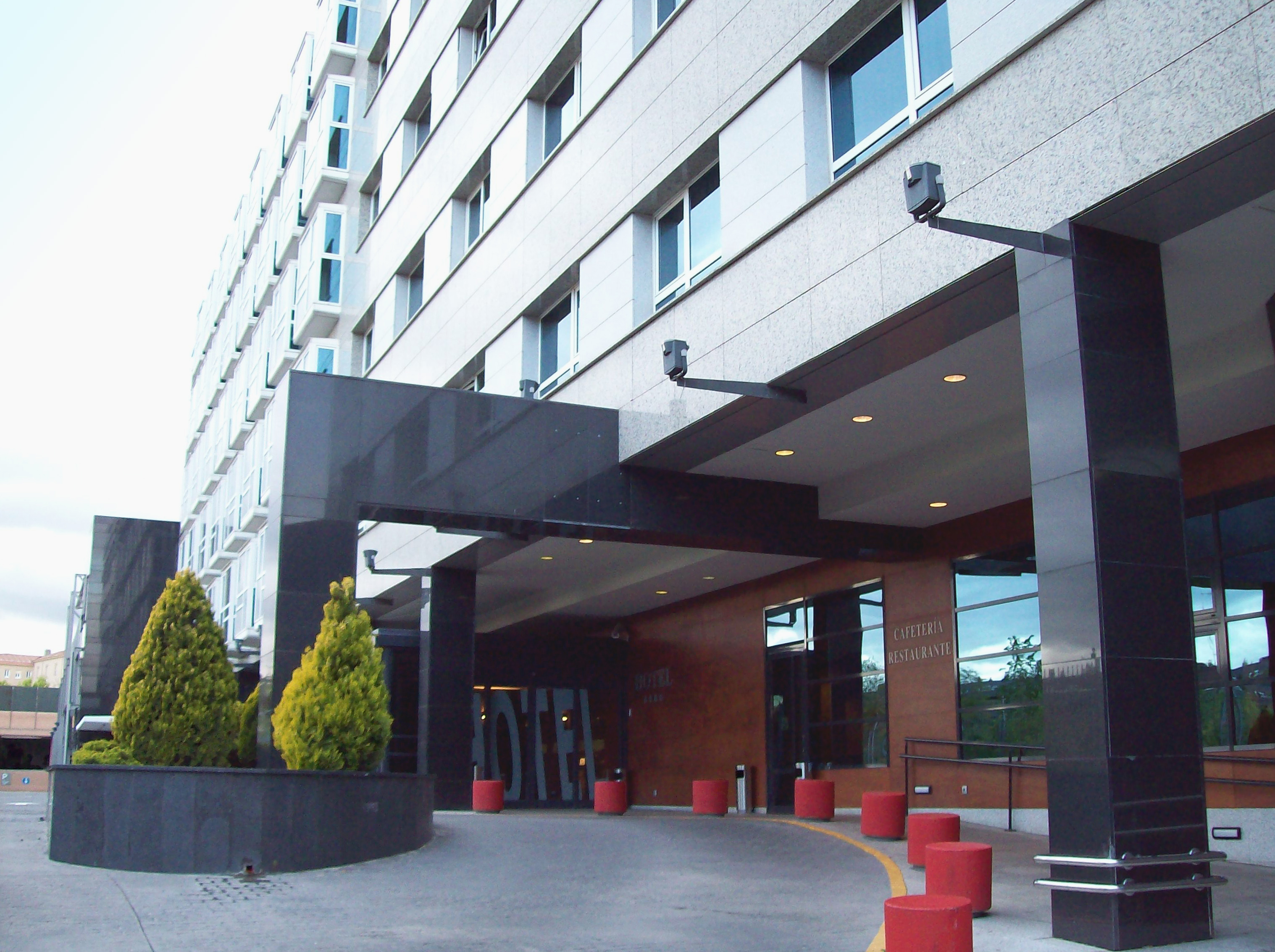
Acceso a la cafetería del Hotel Pío XII de Madrid donde se reunieron Fuentes, Merino Batres y Saiz poco antes de ser detenidos por la Guardia Civil, el 23 de mayo de 2006.

- Eufemiano Fuentes, doctor canario especializado en medicina deportiva.[14][17] Detenido a la salida de la cafetería del Hotel Pío XII de Madrid, tras reunirse con Merino y Saiz.[8] Controvertido durante años por su posible (y hasta entonces nunca probada) implicación en el dopaje dentro de diversas disciplinas deportivas. En el momento de su detención portaba diez teléfonos móviles (con su número escrito con bolígrafo), dos de ellos con anotaciones: Kelme y nuevo 6... Checo.[18] Llevaba también varias tarjetas: una con nombres y teléfonos de varios ciclistas y técnicos del equipo Liberty Seguros, otra tarjeta en la que figuraban la dirección, el teléfono laboral, el móvil y el fax de Mario Zorzoli (jefe médico de la UCI) y otra de los hoteles Silken con anotaciones manuscritas (Ale, Manc, Vino, Popo y Valverde), así como una revista del Tour de Francia 2006 con sus habituales símbolos, códigos y números escritos encima del recorrido de la carrera.[18][19] Con el nombre en clave Astérix, sería el cabecilla de la red de dopaje objeto de la investigación.[20]

- José Luis Merino Batres, hematólogo en un laboratorio madrileño, Jefe de Hematología en el Hospital de la Princesa y exdirector del Centro de Transfusiones de la Comunidad de Madrid.[17][21][22] Detenido a la salida de la cafetería del Hotel Pío XII de Madrid, tras reunirse con Fuentes y Saiz.[8] Sería un estrecho colaborador de Fuentes, con el nombre en clave Obélix,[20] realizándose en su laboratorio los análisis pertinentes a los clientes de la red. Cobraría por sus servicios directamente de Fuentes.[23]

- Manolo Saiz, mánager general del equipo Liberty Seguros (antiguo ONCE).[14][17] Detenido a la salida de la cafetería del Hotel Pío XII de Madrid, tras reunirse con Fuentes (quien se refería a él como Osobuco o el Gordo)[20] y Merino.[8] En el momento de su detención portaba un maletín con 60.000 euros en efectivo (que adeudaría a Fuentes por los servicios contratados a la red de este) y una bolsa isotérmica con sustancias dopantes.[24][25] Fue puesto en libertad al día siguiente, siendo considerado cliente de la red de dopaje, no miembro de la misma. Durante su detención dijo que al contratar a Roberto Heras para 2004, este le pidió que Fuentes fuera su médico, algo que él habría terminado aceptando (volviendo así su relación con el canario, que ya fue médico del equipo ONCE en los años 1990), al igual que las peticiones posteriores en la misma dirección de otros de sus ciclistas.[26] El mismo Saiz habría pedido personalmente a Fuentes que se hiciera cargo de alguno de sus corredores.[26] Más de la mitad de los ciclistas de su equipo aparecían (con sus nombres verdaderos o en clave) en la documentación intervenida.[19]

- José Ignacio Labarta, director deportivo adjunto del equipo Comunitat Valenciana (antiguo Kelme).[14][17] Detenido en Zaragoza. Sería, además de cliente, participante de la red de dopaje (con los nombres en clave Macario y Bigotes),[20] intercambiando incluso con Fuentes sustancias dopantes mediante mensajería.

- Alberto León Herranz, exciclista de bicicleta de montaña.[14][17] Detenido en San Lorenzo de El Escorial. Sería un colaborador de la red, con el nombre en clave Alí Babá,[20] encargándose de hacer llegar a su destino (carreras, concentraciones de equipos...) algunos de los envíos de productos ofertados por la red, así como de reservar habitaciones en los hoteles de Madrid para las extracciones/reposiciones sanguíneas y la limpieza de uno de los pisos utilizados por Fuentes.[27] En el momento de su detención llevaba el resguardo de un billete de avión a Milán fechado un día antes (22 de mayo), cuando se disputaba la última semana de competición del Giro de Italia 2006,[9] una carrera a la que habría acudido como "colaborador" (correo) de la red de Fuentes, según consta en un manuscrito incautado en los registros.[23]

### Registros
Tras las detenciones, la Guardia Civil realizó registros en las siguientes direcciones:
Madrid

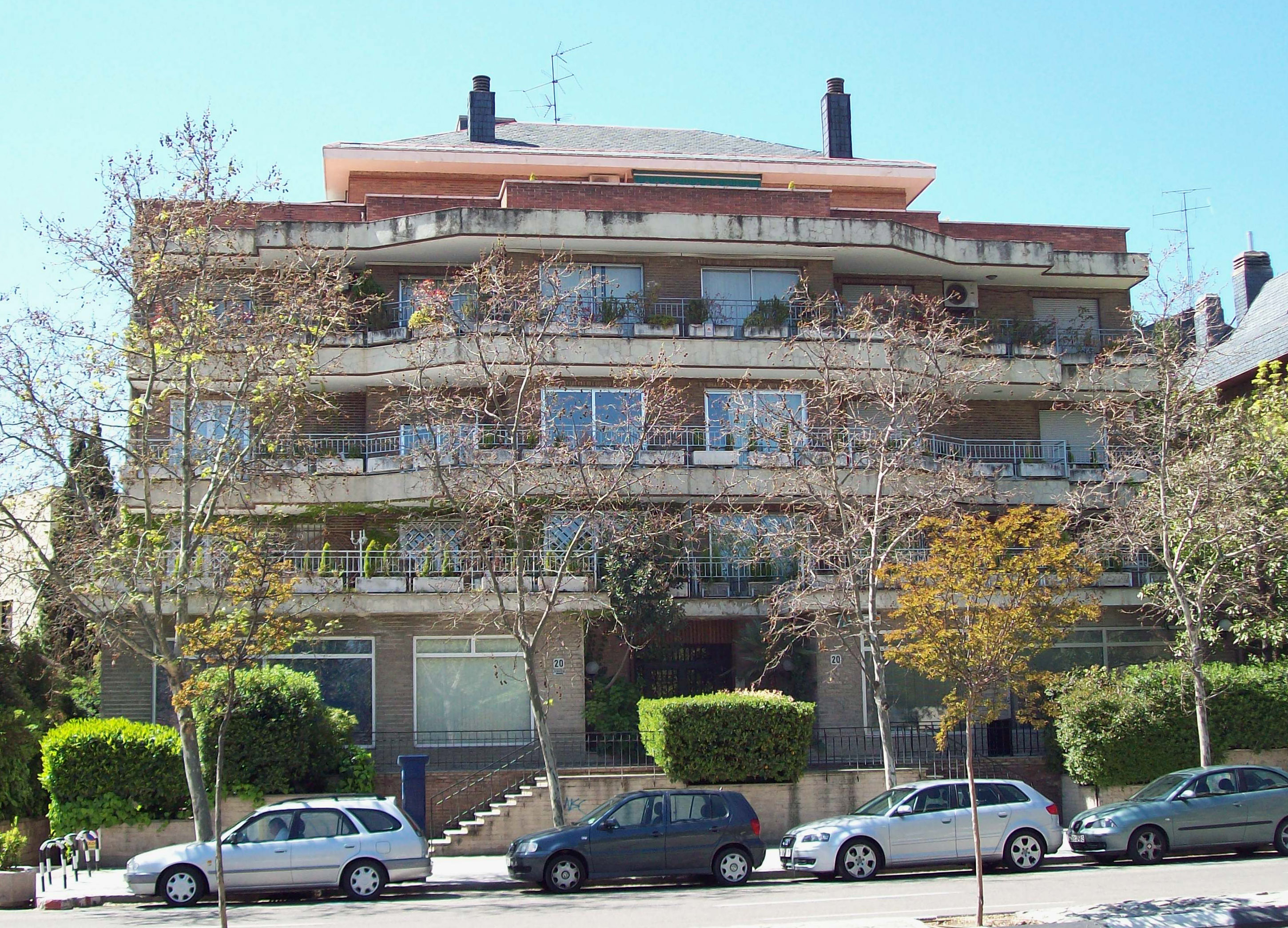
Caídos de la División Azul n.º 20; en el apartamento del 4.º A se alojaba y trabajaba Eufemiano Fuentes, siendo el lugar un punto clave de la red de dopaje.

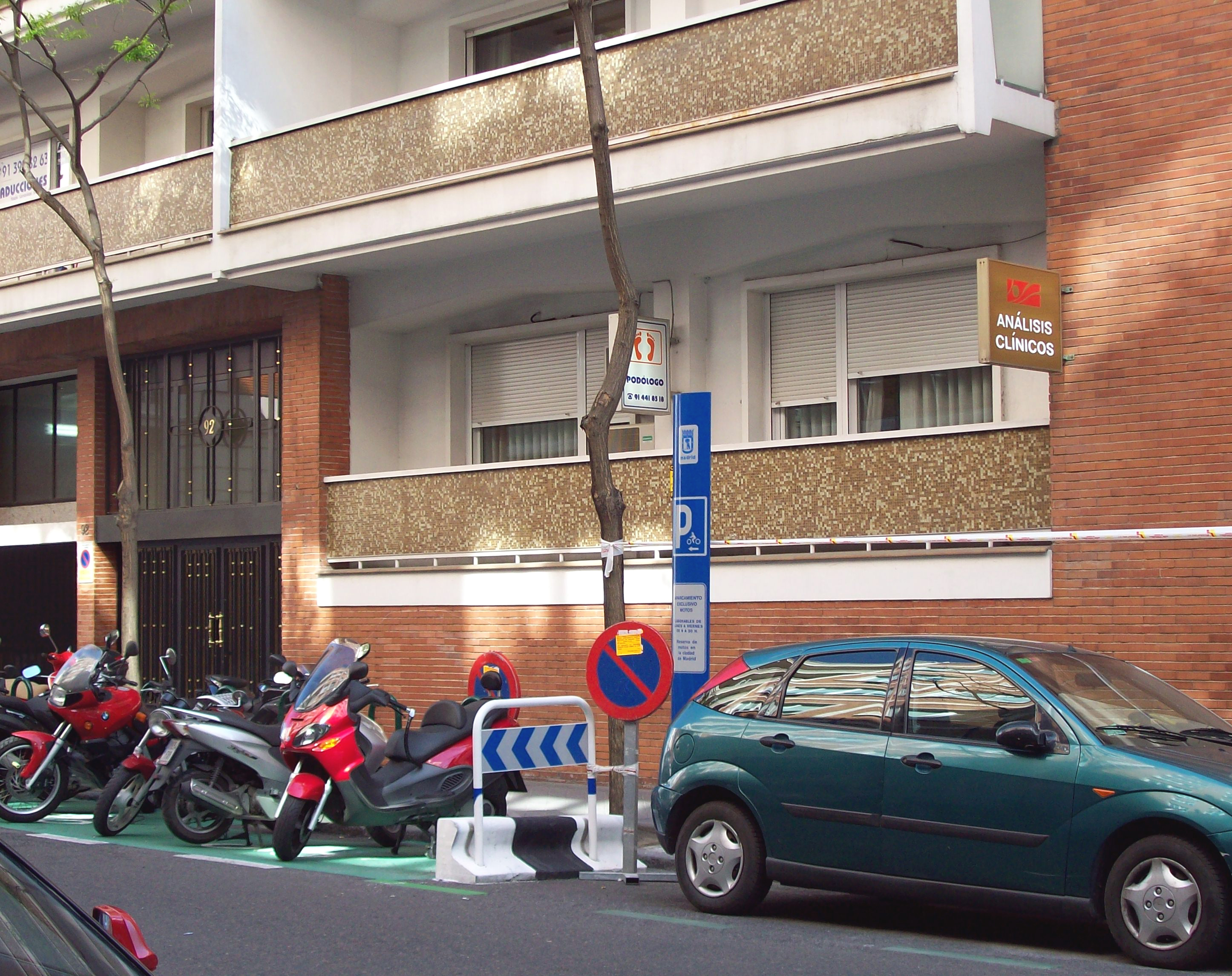
Zurbano n.º 92; en la entreplanta se sitúa el laboratorio de Merino Batres, un lugar clave para la red, anunciado con el panel Análisis Clínicos.

- C/ Caídos de la División Azul n.º 20, 4.º A: propiedad de Eufemiano Fuentes. Sería el apartamento donde se alojaría el médico canario durante sus estancias en Madrid. En su registro se localizaron dos frigoríficos y un arcón frigorífico de aproximadamente 200 litros de volumen, en cuyo interior se encontraron congeladas 96 bolsas de sangre (concentrado de hematíes congelados, supuestamente para autotransfusiones) y 20 bolsas de plasma. La mayoría de todas esas bolsas incautadas estaban identificadas con un nombre en clave, un número y una fecha (supuestamente, de extracción). En el primer frigorífico solo se hallaron alimentos, pero en el segundo había esteroides, anabolizantes, corticoides y distintas hormonas (algunos de estos medicamentos estaban caducados). Se trata asimismo del lugar donde se encontró más documentación, cuyo análisis permitió a los investigadores identificar, en las programaciones de administración de medicamentos asignadas a cada deportista en concreto, la utilización de todos estos medicamentos intervenidos, así como el conocimiento de más fármacos, incautados en otros registros.[16]

- C/ Alonso Cano n.º 53, 5.º D: propiedad de Eufemiano Fuentes. En su registro se incautaron 89 bolsas de sangre y 19 bolsas de plasma congelado.[16]

- C/ Fernández de la Hoz n.º 56, 1.º A: propiedad de José Luis Merino Batres.[16]

- C/ Zurbano n.º 92, entreplanta: propiedad de José Luis Merino Batres. Sería el laboratorio utilizado para realizar las analíticas a los clientes de la red de Fuentes.[16] Este lugar ya había sido apuntado por Manzano años atrás como un punto importante para el entramado de dopaje.[28]

Zaragoza
- Avda. La Ilustración 35-156: propiedad de José Ignacio Labarta.[16]

San Lorenzo de El Escorial
- C/ Lepanto n.º 9 Puerta 7: propiedad de Alberto León.[16]

### Conexiones nacionales e internacionales
El equipo dedicado al dopaje liderado por Eufemiano Fuentes en España no sería una organización aislada, sino que pertenecería a una red paneuropea de dopaje con células en distintos países del Viejo Continente; dichas células serían independientes en su funcionamiento, aunque con amplios acuerdos de colaboración entre ellas.

#### Italia

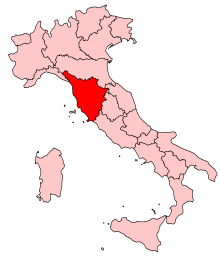
La Toscana, región italiana.

Según consta en el informe de la Guardia Civil, la red de dopaje se extendería hasta Italia por medio de Luigi Cecchini, un controvertido médico deportivo residente en la Toscana y relacionado por la prensa con Eufemiano Fuentes desde la Vuelta a España 2001. Fuentes y Cecchini intercambiarían clientes y atenderían a los del otro cuando estos estuvieran en sus respectivos países. De hecho, uno de los clientes de la red de Fuentes tenía como nombre en clave Clasicómano Luigi, que haría referencia a un cliente especial de Luigi Cecchini tratado por Fuentes. El cliente tras dicho nombre en clave no ha sido identificado hasta el momento.
Alessandro Kalc, técnico de ciclismo de la zona de Trieste y director del equipo italiano de jóvenes promesas SK Devin, referido con el nombre en clave Manos pequeñas. Sería el correo del grupo en sus actividades italianas, llegando a desplazarse en ocasiones a un hotel de Madrid para recibir las bolsas de sangre y transportarlas al país transalpino.

#### Alemania
La Guardia Civil habría identificado también a un médico germano como corresponsal del grupo en Alemania. En concreto, el instituto armado descubrió, en colaboración con la policía alemana, que un fármaco incautado a Manolo Saiz en las detenciones del 23 de mayo de 2006 tras habérselo facilitado Eufemiano Fuentes, el Synachten, era en realidad una falsificación producida en laboratorios clandestinos chinos, y que tras ser desviado de manera ilícita en una farmacia hospitalaria germana llegó a España a través del doctor Markus Choina y su esposa (farmacéutica de profesión), colaboradores de la red de Fuentes.
Choina, médico anestesista de Bad Sachsa (Baja Sajonia) y uno de los jefes médicos de la clínica Helios de Bleicherode (especializada en ortopedia), habría enviado el 10 de mayo diez cajas de comprimidos Actovegyn y entre cinco y seis cajas de Synachten a Fuentes a través de Labarta. Así se desprende de las conversaciones telefónicas mantenidas entre Choina y Fuentes (el 14 de mayo de 2006, en la que Fuentes se comprometía a pagarle mediante transferencia bancaria), y Labarta y Fuentes (en la que Labarta se comprometía a enviárselo a Fuentes por mensajería), grabadas respectivamente por la Policía Estatal alemana y la Guardia Civil española. Se explicaría así el hallazgo de Synachten en la bolsa isotérmica intervenida durante las detenciones del 23 de mayo, entregada por Fuentes a Manolo Saiz, su destinatario final, que se dirigía ese mismo día a la concentración de su equipo Liberty Seguros en los Pirineos para preparar el Tour de Francia 2006.
Según el diario alemán Süddeutsche Zeitung, el propio Choina acudiría a España (según confesiones a sus amigos), concretamente a Gran Canaria (isla de la que es oriundo Fuentes), para tratar personalmente a clientes deportistas de alto nivel, e incluso habría propuesto a algún colega de la clínica su incorporación a la trama.

#### Francia
Según publicó el diario El País, la Guardia Civil habría identificado al exciclista francés Pascal Hervé como el contacto de Eufemiano Fuentes en Francia. Hervé, retirado en 2001 tras haber sido uno de los primeros ciclistas en dar positivo por EPO gracias a las nuevas técnicas de detección, habría facilitado a Fuentes un piso de su propiedad en Limoges (situado junto a su restaurante, La Bibliothèque, ubicado en la antigua biblioteca municipal).
Fuentes utilizó ese piso de Limoges el 12 de julio de 2004, día de descanso del Tour de Francia previo a las decisivas etapas pirenaicas, citando de uno en uno (para que no coincidieran) a sus clientes ciclistas para proceder a las reinfusiones sanguíneas (autotransfusiones) con la sangre previamente extraída (probablemente un mes antes, en junio, y que habría sido guardada en ese piso). Uno de los clientes de Fuentes ese día identificó en la vitrina del piso, entre otros trofeos ciclistas, el trofeo al ganador de la clasificación por puntos de la Vuelta a Burgos de 2000 que ganó Hervé.
En esa misma edición de la Grande Boucle, y durante el día de descanso previo a las etapas de los Alpes, otro amigo habría facilitado a Fuentes un piso en Grenoble para efectuar las reinfusiones sanguíneas a sus clientes.

#### Valencia (España)

Valencia, provincia de la costa mediterránea española.

Asimismo, la trama se extendería a la costa mediterránea española, concretamente a Valencia, donde habría una célula con una estructura idéntica a la de Eufemiano Fuentes en Madrid: constaría de un doctor como cabecilla, otro médico para obtener las sustancias, un preparador de deportistas y un correo para el transporte. La célula valenciana tendría como clientes deportistas de diversas disciplinas, no solo ciclistas. Sin embargo, no ha trascendido de momento el nombre de ninguno de los deportistas clientes de esta red.
Las sospechas sobre la pista valenciana se extendían a la elaboración de medicamentos (incluyendo hormonas) falsificados en la provincia de Valencia, elaborados de manera clandestina en garajes y locales. Estas sospechas contaban con un precedente: tres años atrás, en 2003, se había desarticulado en la localidad valenciana de Cullera un grupo dedicado a esa actividad delictiva; ese mismo grupo se habría reorganizado en esos tres años, desarrollando una actividad idéntica a la realizada anteriormente. En septiembre de 2006 se hallaron en un descampado de Valencia 3.000 envases de Norditropin Simplexx, uno de los medicamentos utilizados por la red de Fuentes, con idéntico cartonaje.
En noviembre de 2009 se produjo en la zona de Valencia la Operación Grial, una nueva investigación contra el dopaje desarrollada por la Guardia Civil en torno al médico Walter Virú, colega del doctor Fuentes en el Kelme años atrás. El diario El País desveló que Virú ya había sido investigado en la Operación Puerto, pero que una súbita merma de efectivos hizo que los investigadores tuvieran que centrarse en la rama madrileña de la trama.

### Servicios ofertados por la red
Para el argot descubierto y descifrado, véase Anexo:Argot descubierto en la Operación Puerto
Según consta en el informe de la Guardia Civil, de la documentación incautada se desprende que el grupo de Eufemiano Fuentes realizaba planificaciones deportivas para los deportistas que contrataban sus servicios. Dicho calendario (que abarcaba de noviembre hasta octubre) constaría de tres puntos:
- Las competiciones en las que participaría.[23]

- La planificación de la administración de medicamentos que abarcarían fundamentalmente anabolizantes, esteroides, corticoides y distintos tipos de hormonas (EPO, HMG, hormona de crecimiento, testosterona, etc.);[45] algunas de ellas (caso de Jintropin) serían falsificaciones procedentes de laboratorios clandestinos chinos.[23][46] Se utilizarían también fármacos como Prozac (antidepresivo) o Diazepam (ansiolítico). Uno de los hallazgos más llamativos entre los fármacos utilizados fue el de la CERA,[11] un ESA de tercera generación imposible de detectar en los controles antidopaje en ese momento (no fue detectable hasta dos años después, en el marco del Tour de Francia 2008);[47] de hecho, la CERA se encontraba aún en aquel momento (mayo de 2006) en fase de desarrollo, y los laboratorios Roche (dueños de la patente) no obtuvieron hasta agosto de 2007 el visto bueno de la Comisión Europea para su comercialización en la Unión Europea, que empezó a principios de 2008. El nombre en clave genérico para referirse a los medicamentos (pues cada uno tenía su propio nombre en clave) era pichicata.[48]

- Solo en el caso de determinados deportistas, una programación de extracciones/reposiciones de muestras de sangre.[23] Dichas transfusiones (en argot, cambios de aceite) serían el servicio estrella de la red de dopaje y, al contrario que los medicamentos, solo al alcance de unos pocos con elevado poder adquisitivo.[23] Se practicarían tanto transfusiones homólogas (sangre compatible de otra persona) como autotransfusiones (siendo estas últimas más difíciles de detectar en los controles antidopaje).[23] El procedimiento sería el siguiente: extraer sangre al deportista para concentrarla y mantenerla en un frigorífico a baja temperatura para administrarla posteriormente. En años anteriores, se mantenía la sangre extraída a 4 °C, lo cual implicaba una pronta caducidad: 35 días (en caso de utilizarse CPDA, bolsas simples) o 42 días (en caso de utilizarse SAG Manitol, bolsas triples).[16] Así, cada vez que a un deportista se le extraían una o dos unidades (450 cc) se le hacía una reinfusión equivalente de la sangre guardada (y concentrada) a punto de caducar. Este método planteaba un problema por el escaso margen de tiempo que ofrece. Sin embargo, para 2006, la red había adquirido dos ACP125, un sofisticado aparato que permite congelar la sangre a -80 °C, por lo que la sangre puede ser útil durante años. Esta técnica fue aprendida por Merino Batres en noviembre de 2005 en un curso de las Fuerzas Armadas, y para febrero de 2006 consiguió 50 bolsas de suero fisiológico elaborado por el Centro Militar de Farmacia, esencial para el mantenimiento adecuado del ACP125. El otro elemento necesario para conservar los glóbulos rojos sin romperse, el glicerol (de venta libre en farmacias por 5 €/L), lo consiguió a través de los centros de transfusiones oficiales de Andalucía (3 litros) y Comunidad Valenciana (1,5 litros), gracias a su puesto como Jefe de Hematología en el Hospital de la Princesa, un centro sanitario público de Madrid. A cada unidad de sangre (450 cc) se le suma antes de su congelación un 10% de glicerol; a estas bolsas se las conocía como siberias. El transporte, incluido en los servicios de la red, se realizaba mediante mochilas frigoríficas capaces de conservar el frío mediante un sistema de nieve carbónica; en caso de transportarse en avión, la mochila se llevaba como equipaje de mano, en ningún caso facturado en la bodega.[14][48][49][46]

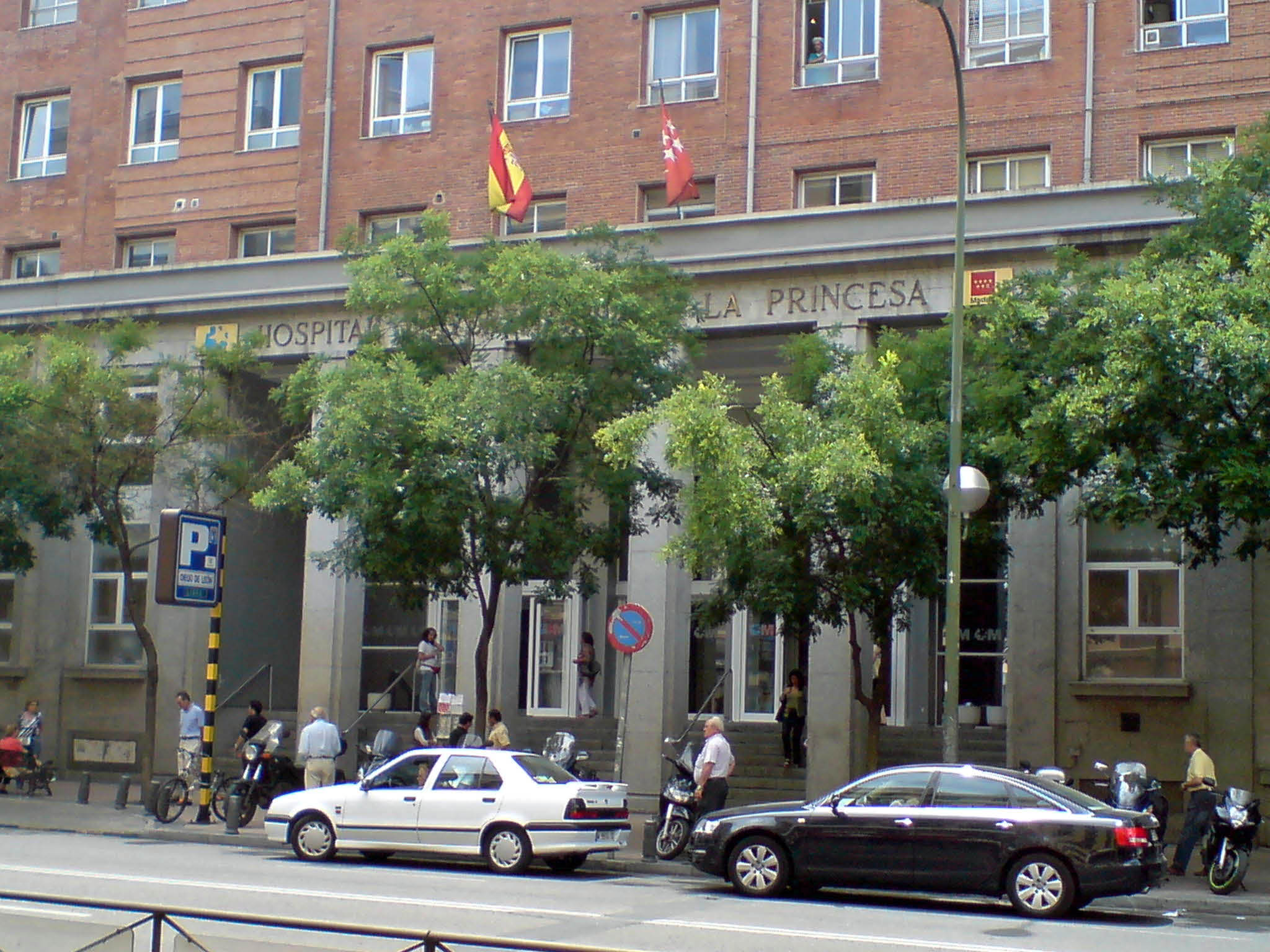
Entrada principal del Hospital de la Princesa de Madrid, donde el Dr. Merino Batres era Jefe de Hematología.

La red ofrecía asimismo a sus clientes deportistas métodos para que la utilización de las técnicas dopantes mencionadas no dieran positivo en los controles antidopaje. En caso de utilizarse medicamentos, se utilizaba la albúmina (una proteína plasmática) para que no se diera positivo; en el caso de las transfusiones sanguíneas, se administraba plasma antes de los controles para ocultar la reposiciones de concentrados de hematíes. En el caso de los controles de orina, el deportista debía frotarse las manos con los polvos de la Madre Celestina antes de realizarse el control, ya que las proteasas que contenían dichos polvos hacían que las proteínas de la orina fueran diluidas, evitándose así dar positivo.

### Identificación de deportistas clientes
Para los nombres reales y en clave, véase la sección Clientes de la red.
Uno de los puntos de la Operación Puerto que más interés despertó en la opinión pública fue conocer la identidad de los deportistas clientes de la red de dopaje desarticulada. Desde el primer momento en que se conoció el caso, la Guardia Civil subrayó que entre los implicados había deportistas de élite de numerosas disciplinas (fútbol, tenis, boxeo, ciclismo y atletismo), de quienes incluso tenían vídeos y grabaciones.
Sin embargo, cuando el instituto armado elaboró su informe del caso, solo identificó a 58 de los clientes de la red de dopaje, todos ellos ciclistas. Seis de estos clientes han sido confirmados (y sancionados) por los organismos deportivos internacionales,  mientras que el resto no han sido sancionados pese a su identificación. Esto se debe a que las autoridades españolas han rechazado la mayor parte de las peticiones realizadas por los organismos deportivos internacionales para facilitar las pruebas incautadas en la Operación Puerto (tanto las bolsas sanguíneas como la documentación, en la que se indican administraciones de sustancias dopantes, registro de pagos, anotaciones manuscritas, etc.), por lo que las autoridades competentes no han dispuesto de las pruebas necesarias para aplicar las sanciones pertinentes por dopaje.
La identidad del resto de clientes sigue sin conocerse, incluidos todos los deportistas no ciclistas. El juez Serrano no autorizó a los investigadores de la Guardia Civil analizar el contenido de los dos ordenadores y los diez teléfonos móviles incautados en el transcurso de los registros, que tendrían abundante información que posiblemente serviría para identificar a más deportistas que contrataron las prácticas dopantes que ofrecía la red. Asimismo, tampoco se realizó un seguimiento a las cuentas de Eufemiano Fuentes, que cobraba tanto en metálico como por transferencia bancaria a su cuenta en una sucursal del HSBC en Suiza, una pista que podía haber llevado a más identificaciones, tal y como demostró el diario alemán Süddeutsche Zeitung. El juez basó la imposición de estas limitaciones a los investigadores amparándose en que el dopaje no era un delito en España, y que dichas vías de investigación eran irrelevantes para dilucidar si había habido un delito contra la salud pública. Además, el juez Serrano no consideró otros posibles delitos como líneas de investigación que hubiesen justificado una mayor profundización en la investigación de la red de dopaje, como la estafa o daños contra la imagen de los patrocinadores, por ejemplo. De hecho, en Alemania (donde el dopaje tampoco era un delito penal) se utilizaron esas vías para investigar (y sancionar) casos de dopaje: Patrik Sinkewitz fue condenado por un tribunal a indemnizar a un patrocinador por haber perjudicado la imagen de la marca por su dopaje, y, ya en torno a la Operación Puerto, en el caso de Jan Ullrich se investigó un posible delito de estafa o fraude deportivo para registrar su domicilio, lograr su ADN y confirmar que era cliente de la red de dopaje de Eufemiano Fuentes.
La actitud del juez Serrano y de las instituciones españolas, contraria a continuar con la investigación o a facilitar las pruebas ya recabadas, provocaron numerosas críticas de organismos internacionales (AMA y UCI) y de federaciones extranjeras (como el CONI italiano), iniciando algunas de estas instituciones sus propias investigaciones y procedimientos sancionadores sobre el caso (de hecho, todas las confirmaciones y sanciones de clientes deportistas efectuadas hasta el momento se han producido fuera de España).

### Delitos económicos no investigados
En agosto de 2007 la ARD (televisión pública alemana) emitió un extenso reportaje de investigación en el que explicaba que el juez Serrano se negó a que los agentes de la Guardia Civil pudieran analizar el contenido de cinco ordenadores portátiles (pertenecientes a Eufemiano Fuentes, Merino Batres y Manolo Saiz), cuando los propios investigadores, en una fugaz revisión de su contenido, habían hallado indicios de que la trama, además del dopaje, incluía delitos como evasión de impuestos y blanqueo de dinero.

## Investigación judicial española

### Apertura y controvertido archivo
La legislación española vigente en ese momento no contemplaba el dopaje como un delito penal, por lo que el juez instructor Antonio Serrano (del Juzgado de Instrucción n.º 31 de Madrid) se centró exclusivamente en si se había cometido un delito contra la salud pública.
Al centrarse en un posible delito contra la salud pública (al no ser el dopaje un delito en España), el juez se negó a confirmar (utilizando las pruebas de ADN) la identidad de los deportistas clientes de Eufemiano Fuentes identificados por la Guardia Civil, aunque algunas muestras concretas han sido autorizadas para su envío a Italia y Alemania, confirmándose en todos los casos las identificaciones realizadas en su momento por el instituto armado. Sin embargo, el juez se ha negado a facilitar la totalidad de las pruebas y muestras recabadas por la Guardia Civil a los organismos deportivos internacionales (UCI, AMA) competentes para imponer sanciones deportivas.
El juez envió 99 del alrededor de 200 bolsas sanguíneas incautadas en los registros del 23 de mayo por la Guardia Civil al laboratorio INIM de Barcelona, para su análisis en busca de sustancias que pudieran suponer un delito contra la salud pública. No se enviaron todas las bolsas incautadas, sino las más sospechas, sin que haya trascendido el motivo por el cual una serie de bolsas no fueron enviadas para su pertinente análisis. En 91 bolsas se buscaron sustancias dopantes en general (con un precio de 200 euros por bolsa analizada); en las ocho restantes, al hallarse altos niveles de EPO, se hizo una prueba específica para dicha sustancia, hallándose efectivamente EPO exógena (es decir una prueba de manipulación sanguínea que podía indicar un delito contra la salud pública). Este hecho obligaba a realizar esta segunda prueba más cara (300 euros extra por bolsa) en todas las demás bolsas (las otras 91 y las bolsas restantes que no habían sido enviadas), aunque no llegó a hacerse porque la Administración de Justicia adeudaba aún 25.000 euros al laboratorio barcelonés por los análisis ya realizados. De esta forma, la mayor parte de las bolsas quedó sin analizar o sin realizarse un análisis completo.
El juez, basándose en un informe del Instituto Nacional de Toxicología que decía que la cantidad de EPO detectada en las bolsas sanguíneas estudiadas no suponía un peligro para la salud de los deportistas, no halló delito contra la salud pública, y decretó el sobreseimiento libre y archivo del caso el 8 de marzo de 2007. No obstante, dicho informe no tenía en cuenta que la investigación no trataba de un consumo puntual, sino un consumo continuado y en combinación con otras sustancias, una situación con efectos perjudiciales demostrados para la salud, según consta en diversa bibliografía médica, así como en una publicación de un médico especialista de la Clínica Universitaria de Navarra.
El juez tampoco pidió a la Agencia Española del Medicamento (AEM) un informe sobre los medicamentos intervenidos y sus posibles efectos adversos. Se daba la circunstancia de que parte de los medicamentos incautados durante los registros estaban caducados, eran falsificaciones o correspondían a lotes retirados del mercado por su alta peligrosidad. Al no pedir el juez el informe de la AEM, dichos hallazgos no pudieron ser completamente demostrados, impidiendo así que estos hechos pudieran ser utilizados como argumentos que demostrarían la existencia de un delito contra la salud pública.
Además, el juez (que aceptó la versión de Fuentes de que algunos fármacos dopantes eran para uso personal) archivó el caso antes de recibir un informe del Centro de Transfusiones de la Comunidad de Madrid sobre las condiciones en las que se conservaban las bolsas de sangre destinadas a las autotransfusiones. Asimismo, en su auto de archivo no hizo referencia alguna al doble positivo por transfusión homóloga de dos de los clientes identificados de la red de Fuentes (Tyler Hamilton y Santi Pérez, ambos del equipo Phonak), que según el diario El País podría haberse debido a una confusión a la hora de realizar sus respectivas autotransfusiones, lo cual hubiese podido provocar en caso de no haber sido compatibles una reacción de hipersensibilidad tipo II (con sus consiguientes riesgos para la salud de ambos deportistas, como vivió en primera persona Jesús Manzano).
Por último, el juez argumentaba en su archivo que ningún deportista había resultado dañado por las terapias del doctor Fuentes, una afirmación controvertida ya que los daños del dopaje en el organismo no pueden medirse a corto plazo. Además, en su auto el juez tampoco incluía los informes médicos referentes a Marcos Serrano, el ciclista que abandonó el Giro de Italia 2006 y estuvo hospitalizado varios días en la UCI una semana después de haberse inyectado, según la investigación de la Guardia Civil que le identificaba como cliente de la trama, una bolsa de sangre propia.

### Desestimado el recurso de Manzano
El exciclista del Kelme (y excliente de Eufemiano Fuentes) Jesús Manzano recurrió el archivo del caso al considerar que se había cerrado sin concluir las pesquisas que el propio juez Serrano había decretado, tales como las comisiones rogatorias a otros países para interrogar a ciclistas.
Sin embargo, el recurso de reforma de Manzano fue desestimado por el juez Carmelo Jiménez en junio de 2006, que cumplía una sustitución a Serrano, titular del Juzgado de Instrucción n.º 31 de Madrid. El juez Jiménez señaló que no estaba obligado a investigarlo todo si consideraba que algunas pruebas solicitadas eran intrascendentes.

### Primera reapertura
La sección n.º 5 de la Audiencia Provincial de Madrid, atendiendo a los seis recursos presentados (UCI, AMA, AIGCP, RFEC, Fiscalía y Abogacía General del Estado), ordenó mediante un auto al juez Serrano la reapertura del caso el 14 de febrero de 2008.
El juez Serrano, basándose en un nuevo informe del Instituto Nacional de Toxicología (fechado el 8 de agosto) que decía que los niveles de EPO hallados en las bolsas de sangre no suponían un riesgo para la salud de los deportistas que pudiesen inyectársela, dijo no encontrar pruebas de un delito contra la salud pública y archivó de nuevo el caso el 26 de septiembre de 2008. El informe en el que el juez basó el archivo del caso incluía sin embargo la siguiente conclusión:
Las transfusiones homólogas tienen una serie de riesgos sobre el paciente que se ven incrementados en este caso, al no haberse cumplido los requisitos técnicos y condiciones mínimas para la obtención, preparación, conservación, distribución, suministro y utilización terapéutica de la sangre y sus componentes.
El juez Serrano consideró que esos riesgos para la salud del paciente a los que hacía referencia el informe no eran suficientes para continuar con el proceso.

### Segunda reapertura
La Audiencia Provincial de Madrid (en concreto, el presidente de la sección quinta, Arturo Beltrán) ordenó de nuevo el 12 de enero de 2009 la reapertura del caso al juez Serrano, ordenando la preparación del juicio oral, al entender que sí existió delito.
Dicho juicio no implicaría castigo penal alguno para los deportistas implicados (solo a quienes hubieran cometido un delito contra la salud pública), aunque una vez finalizado el juicio las pruebas (incluyendo el contenido de las bolsas sanguíneas incautadas en la consulta del Dr. Fuentes) se pondrían a disposición de las autoridades deportivas (UCI, AMA, RFEC) para, en su caso, imponer las sanciones deportivas oportunas, puesto que la inmensa mayoría de las bolsas son todavía de procedencia no probada.

## Investigaciones extranjeras

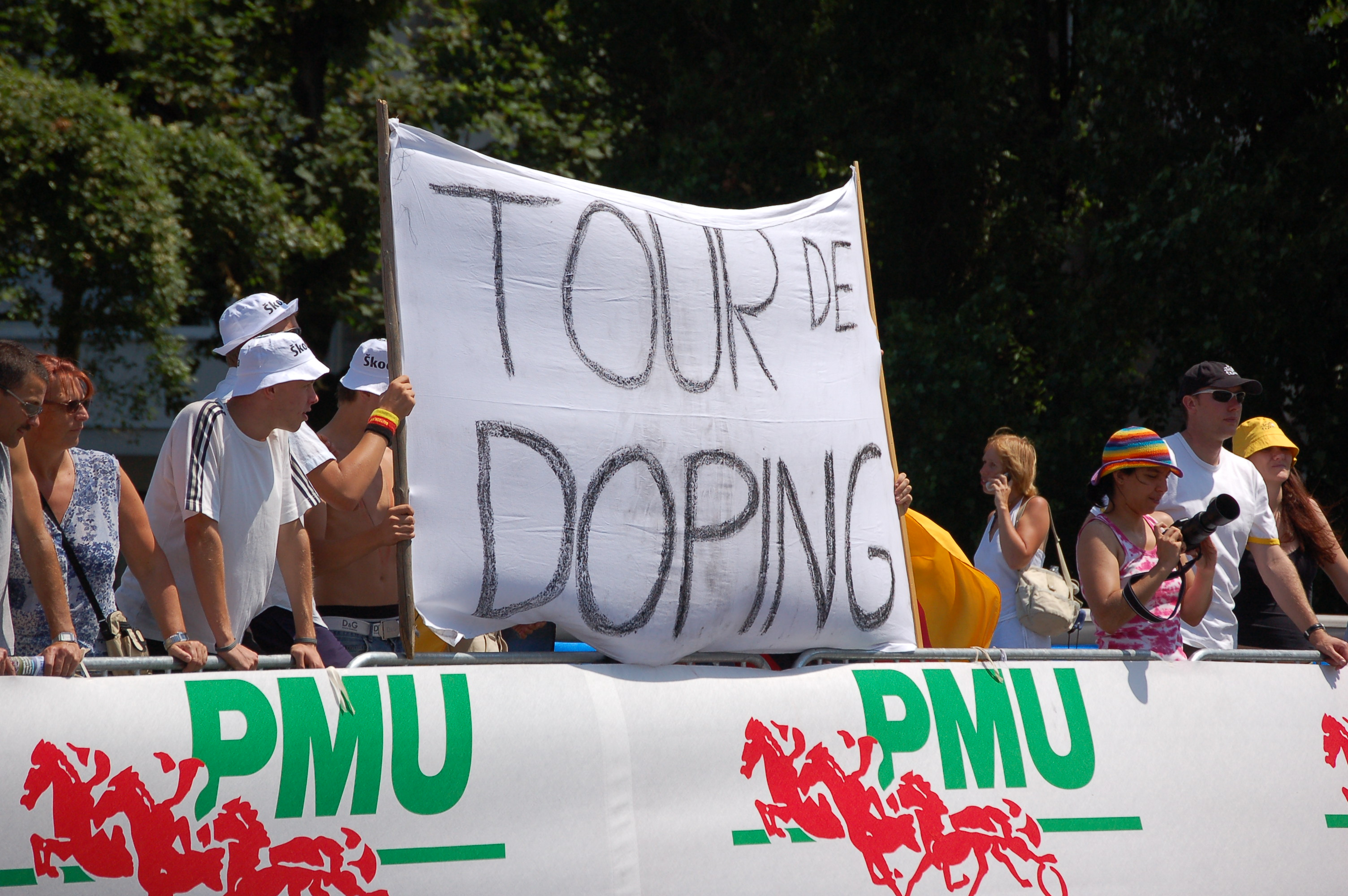
Imagen de Extranjeros en el “Tour de Doping“.

Otros países (Alemania e Italia) iniciaron investigaciones propias para investigar a sus deportistas identificados por la Guardia Civil en su informe como clientes de la red de dopaje del doctor Fuentes. De momento, todos los clientes confirmados lo han sido gracias a las investigaciones abiertas en esos países.

### Alemania
El 14 de septiembre de 2006, como consecuencia de una investigación dirigida por el fiscal de Bonn Friedrich Apostel que investigaba un presunto delito de fraude a su equipo, la policía entró en la casa de Jan Ullrich (identificado por la Guardia Civil como cliente de la red de dopaje de Eufemiano Fuentes) de Suiza y recopiló material de ADN mientras Ullrich estaba de luna de miel con su esposa Sara. Los abogados de Ullrich lograron que las muestras tomadas en Suiza no pudieran ser utilizadas para cotejar el ADN de Ullrich con la sangre de la Operación Puerto, aunque el corredor accedió a dar una muestra de saliva a las autoridades alemanas.
Posteriormente se cotejó dicho material genético con el de la muestra sanguínea lograda del sumario de la Operación Puerto mediante la autorización del juez Antonio Serrano. El 3 de abril de 2007 se informó de que la prueba había confirmado a Ullrich, quien había anunciado su retirada el 26 de febrero, como cliente de la red dopante: a él pertenecían los nombres en clave número 1, Jan, Yo e Hijo de Rudicio. Se trataba del primer cliente (ya identificado por la Guardia Civil) confirmado. El caso se cerró en marzo de 2008, al serle impuesta una multa de 250.000 euros a Ullrich, ya retirado. En octubre de 2009 el semanario alemán Der Spiegel reveló que en su investigación la Policía Federal Criminal Alemana (BKA) había constatado que Ullrich viajó a Madrid en 24 ocasiones para acudir a la consulta de Fuentes, mientras que su mentor Rudy Pevenage lo habría hecho al menos en 15 ocasiones en 2003-2006, según se desprendía del análisis del ordenador que le fue incautado a Pevenage en el registro de su domicilio. Las actas del caso revelaban asimismo que la BKA había comprobado que Ullrich pagó un total de 80.000 euros a Fuentes a través de dos cuentas, en concepto de pago por sus servicios.
Asimismo, el ciclista Jörg Jaksche confesó ante la Justicia alemana (y también públicamente) ser cliente de la red de Eufemiano Fuentes: a él pertenecían los nombres en clave número 20, Bella, Jorge, JJ, Vains y Vans. Durante su extensa declaración, Jaksche habló de cómo era su relación con Fuentes, detallando cómo se reunían para programar el calendario de dopaje, el modus operandi de las extracciones/reinfusiones sanguíneas y la logística para el traslado de las bolsas, los pagos por los servicios, además de confirmar que el doctor Markus Choina era el hombre de la red en Alemania; de hecho, el corredor confesó haber viajado poco antes del Tour de Francia 2005 hasta el pueblo natal de Choina, Bad Sachsa, para que el doctor le extrajera sangre, siendo el propio Choina quien se la devolvió para reinfundírsela el día acordado, al paso de la ronda gala por suelo germano.
Por otra parte, el 17 de agosto de 2006 la BKA registró el domicilio y la clínica donde trabajaba Markus Choina, presunto colaborador de Fuentes en Alemania. Durante dichos registros los agentes incautaron varias cajas de documentos, un ordenador y extractos bancarios; en caso de demostrarse una violación de la Ley alemana de Farmacología, Choina podría ser condenado a tres años de prisión o al pago de una multa.

### Italia
En Italia fue el Comité Olímpico Nacional Italiano (CONI) quién se encargó de la investigación.
En un principio el CONI se centró en investigar a los ciclistas italianos identificados por la Guardia Civil en su informe, confirmando así que Ivan Basso y Michele Scarponi eran clientes de la red de dopaje de Fuentes. Aunque ambos confesaron, Basso fue suspendido por dos años (24 meses, pena máxima por dopaje), después de que el procurador antidopaje del CONI Ettore Torri afirmara que su colaboración no había sido significativa. Scarponi vio rebajada su suspensión a 18 meses por su colaboración con el CONI en la investigación del caso. Ambas confirmaciones sucedieron en junio de 2007. El diciembre de ese mismo año el CONI sancionó con dos años de suspensión al cliente Giampaolo Caruso y suspendió de por vida al correo Alessandro Kalc. Caruso recurrió dicha suspensión al TAS, que falló a favor del ciclista el 20 de enero de 2009.
En 2007, el CONI obtuvo permiso para investigar (y sancionar) no solo a deportistas italianos, sino también extranjeros.
A principios de 2009, el CONI obtuvo las muestras de 42 del total (alrededor de 200) bolsas sanguíneas incautadas por la Guardia Civil durante los registros del 23 de mayo de 2006, lo que abría la puerta a más confirmaciones de deportistas clientes de la red dopaje de Eufemiano Fuentes (con sus consiguientes sanciones deportivas). El CONI obtuvo esas 42 muestras gracias a la autorización dada por la jueza suplente del Juzgado de Instrucción n.º 31 de Madrid (España), Ana Teresa Jiménez Valverde, cuando el juez titular Antonio Serrano (quien se había negado anteriormente en varias ocasiones a facilitar las pruebas de la investigación) se encontraba de vacaciones.

#### Caso Valverde
El 11 de febrero de 2009 el procurador antidopaje del CONI, Ettore Torri, anunció que tras cotejar la sangre de una de esas bolsas (la bolsa con el nombre en clave 18- Valv.Piti) con la sangre del ciclista español Alejandro Valverde (obtenida en la etapa del Tour de Francia 2008 con final en Italia) mediante la prueba del ADN, se había identificado y confirmado a Valverde como cliente de la red de dopaje de Eufemiano Fuentes desarticulada en la Operación Puerto. Torri pidió en consecuencia que fuera sancionado con una suspensión de dos años.
El 11 de mayo, el Tribunal Nacional Antidopaje del CONI (máximo organismo deportivo italiano), atendiendo a las pruebas presentadas y a la petición de Torri, consideró probado que Valverde era cliente de la red de dopaje del Dr. Fuentes desarticulada en la Operación Puerto y sentenció una sanción de dos años de suspensión para Valverde en territorio italiano, que podría ser universalizada por la UCI a todo el mundo. Valverde se convertía así en el primer cliente confirmado que no había sido identificado previamente por la Guardia Civil, y también en el primer deportista español confirmado.
Valverde, que siempre ha negado las acusaciones y ha defendido su inocencia, recurrió ante el TAS, que daría una sentencia definitiva de un caso que había provocado un conflicto entre las autoridades italianas y la AMA (favorables a la sanción) y las españolas (contrarias a la sanción).
El TAS validó el proceder del CONI y confirmó la sanción del organismo italiano contra Valverde mediante una sentencia hecha pública en marzo de 2010. Dos meses después, el 31 de mayo, emitió una segunda sentencia decretando a su vez una sanción de dos años de suspensión efectiva en todo el mundo.

## Clientes de la red
La Guardia Civil, en el informe detallado de la investigación que envió al juez Serrano, identificó a numerosos deportistas (todos ciclistas) como clientes de la red de dopaje comandada supuestamente por Eufemiano Fuentes. Fuentes dividía a sus clientes ciclistas en tres grupos: azules (del equipo Liberty Seguros), verdes (del equipo Comunitat Valenciana)) y míos (clientes concretos de otros equipos).
De todos ellos, cinco (más uno no identificado por el instituto armado) han sido ya confirmados gracias al ADN o mediante confesión, mientras que el resto están todavía pendientes de que definitivamente se confirme o desmienta (según defienden todos los identificados no confirmados) su implicación en la trama a partir de a las pruebas existentes (bolsas sanguíneas y documentación).

### Confirmados y sancionados/retirados
De momento, solo se ha confirmado la identidad de seis ciclistas como clientes de la red de dopaje de Eufemiano Fuentes, a pesar de que él mismo dijo que sólo una parte de mis clientes eran ciclistas. En todos los casos confirmados (siendo exonerado de su sanción Giampaolo Caruso por orden del TAS), los nombres de los ciclistas ya aparecían en el informe completo que la Guardia Civil envió al juez Serrano, salvo en el caso de Alejandro Valverde.
A continuación se detalla la relación de clientes confirmados hasta el momento:
| n.º | Nombre real        | Equipo           | Nombres en clave              | Id. GC | Confirmación     | Consecuencias                                           |
| --- | ------------------ | ---------------- | ----------------------------- | ------ | ---------------- | ------------------------------------------------------- |
| 1   | Jan Ullrich        | T-Mobile         | Jan, Yo, Hijo de Rudicio      | Sí     | Fiscalía de Bonn | Ya retirado                                             |
| 2   | Ivan Basso         | CSC              | Birillo                       | Sí     | CONI             | 2 años de sanción                                       |
| 18  | Alejandro Valverde | Caisse d'Epargne | Valv.(Piti)                   | No     | CONI             | 2 años de sanción en Italia, universalizados por el TAS |
| 20  | Jörg Jaksche       | Liberty Seguros  | Bella, Jorge, JJ, Vains, Vans | Sí     | Confesión        | 1 año de sanción                                        |
| 32  | Michele Scarponi   | Liberty Seguros  | Zapatero, Presidente          | Sí     | CONI             | 18 meses de sanción                                     |
|     | Giampaolo Caruso   | Liberty Seguros  | nombre real                   | Sí     | CONI             | 2 años de sanción, absuelto por el TAS                  |

- El color no indica grado de culpabilidad, sino el equipo al que pertenecían.

### Identificados
La Guardia Civil identificó en el informe del caso enviado al juez Serrano a otros muchos ciclistas como clientes de la red de Fuentes, basándose en las grabaciones de vídeo realizadas a la entrada y salida de sus dependencias (y cotejando sus fechas con las que aparecían en las bolsas sanguíneas incautadas), las conversaciones telefónicas grabadas a Fuentes, Labarta y Saiz (en las que para hablar de los ciclistas se utilizan nombres en clave, pero pueden identificarse utilizando los tiempos de la clasificación del Giro de Italia 2006 que ellos mismos dicen), las fechas de extracción y/o reposición de las muestras sanguíneas y en otras pruebas y evidencias recopiladas por el instituto armado a lo largo de la investigación (fax, pagos bancarios...). Sin embargo, ninguno de los siguientes ciclistas ha sido de momento confirmado como cliente (ni por tanto sancionado con dos años de suspensión por dopaje) al no haber ordenado el juez Serrano que se cotejara su ADN con el contenido de las bolsas sanguíneas intervenidas en la Operación Puerto ni tampoco permitido que los organismos deportivos internacionales (como la AMA) pudieran hacerlo.
A continuación, una lista con los ciclistas identificados por la Guardia Civil como clientes de Fuentes que todavía no han podido ser confirmados (para información detallada de cada caso, véase el informe completo de la Guardia Civil, accesible desde la sección Enlaces externos):
| n.º  | Nombre real                     | Equipo                                                     | Nombres en clave                | Id. GC | Referencias                  |
| ---- | ------------------------------- | ---------------------------------------------------------- | ------------------------------- | ------ | ---------------------------- |
| 3, 4 | Santiago Botero                 | Phonak                                                     | Sansone, Nicol                  | Sí     | [ 16 ] [ 23 ] [ 51 ] [ 109 ] |
| 5    | Óscar Sevilla                   | T-Mobile                                                   | Sevillano                       | Sí     | [ 16 ] [ 51 ]                |
| 6    | Santi Pérez                     | Positivo en otoño de 2004. Último equipo: Phonak           | Santi-P, Santi PZ, S.Pere       | Sí     | [ 23 ]                       |
| 7    | Unai Osa                        | Liberty Seguros                                            | UNA, 1ai                        | Sí     | [ 23 ] [ 51 ]                |
| 8    | Aitor Osa                       | Liberty Seguros                                            | ATR OS                          | Sí     | [ 23 ] [ 51 ]                |
| 11   | Tyler Hamilton                  | Positivo en Vuelta 2004. Último equipo: Rock Racing        | 4142, HMLTN                     | Sí     | [ 23 ]                       |
| 12   | José Enrique Gutiérrez Cataluña | Phonak                                                     | Búfalo, Guti, Catalán           | Sí     | [ 16 ] [ 23 ] [ 51 ] [ 109 ] |
| 13   | Marcos Serrano                  | Liberty Seguros                                            | Alcalde, MS, SRR                | Sí     | [ 23 ] [ 51 ] [ 109 ]        |
| 14   | Roberto Heras                   | Positivo en Vuelta 2005. Último equipo: Liberty Seguros    | RH                              | Sí     | [ 23 ] [ 109 ]               |
| 16   | Ángel Vicioso                   | Liberty Seguros                                            | AV, Vcs, Vic                    | Sí     | [ 51 ] [ 109 ]               |
| 17   | Francisco Mancebo               | Ag2r                                                       | Paco, Goku                      | Sí     | [ 51 ]                       |
| 19   | Constantino Zaballa             | Caisse d'Epargne                                           | Falla                           | Sí     | [ 16 ] [ 51 ]                |
|      | Marco Pantani                   | Fallecido el 14 de febrero de 2004                         | PTNI                            | Sí     | [ 51 ]                       |
|      | Ángel Edo                       | Andalucía Paul Versan                                      | Edo                             | Sí     | [ 51 ]                       |
|      | Jesús Hernández                 | Liberty Seguros                                            | Hdez                            | Sí     | [ 51 ]                       |
|      | David Etxebarria                | Liberty Seguros                                            | ETB                             | Sí     | [ 51 ]                       |
|      | Joseba Beloki                   | Liberty Seguros                                            | JB, Blk, nombre real            | Sí     | [ 51 ] [ 109 ]               |
|      | Igor González de Galdeano       | Retirado tras el 2005. Último equipo: Liberty Seguros      | IG, nombre real                 | Sí     | [ 109 ]                      |
|      | Alberto Contador                | Liberty Seguros                                            | AC, nombre real                 | Sí     | [ 109 ]                      |
|      | Allan Davis                     | Liberty Seguros                                            | AD, nombre real                 | Sí     | [ 109 ]                      |
|      | Isidro Nozal                    | Liberty Seguros                                            | nombre real                     | Sí     | [ 23 ] [ 109 ]               |
|      | Dariusz Baranowski              | Liberty Seguros                                            | nombre real                     | Sí     | [ 109 ]                      |
|      | Nuno Ribeiro                    | Liberty Seguros                                            | nombre real                     | Sí     | [ 109 ]                      |
|      | Sergio Paulinho                 | Liberty Seguros                                            | nombre real                     | Sí     | [ 109 ]                      |
|      | Luis León Sánchez               | Liberty Seguros                                            | nombre real                     | Sí     | [ 109 ]                      |
|      | René Andrle                     | Liberty Seguros                                            | nombre real                     | Sí     | [ 109 ]                      |
|      | Jan Hruska                      | Liberty Seguros                                            | nombre real                     | Sí     | [ 109 ]                      |
|      | Koldo Gil (*)                   | Saunier Duval                                              | nombre real                     | Sí     | [ 109 ]                      |
|      | Carlos Zárate (*)               | Saunier Duval                                              | Zárate                          | Sí     | [ 51 ]                       |
|      | Javier Pascual Llorente         | Comunitat Valenciana                                       | Llorente                        | Sí     | [ 51 ]                       |
|      | David Blanco                    | Comunitat Valenciana                                       | Blanco, nombre real             | Sí     | [ 51 ]                       |
|      | Eladio Jiménez                  | Comunitat Valenciana                                       | Eladio                          | Sí     | [ 51 ]                       |
|      | Javier Pascual Rodríguez        | Comunitat Valenciana                                       | P. Rodríguez, Pascual Rodríguez | Sí     | [ 51 ]                       |
|      | David Bernabéu                  | Comunitat Valenciana                                       | Bernabéu                        | Sí     | [ 51 ]                       |
|      | Rubén Plaza                     | Comunitat Valenciana                                       | Rubén, nombre real              | Sí     | [ 51 ]                       |
|      | David Latasa                    | Comunitat Valenciana                                       | Latasa                          | Sí     | [ 51 ]                       |
|      | Carlos García Quesada           | Comunitat Valenciana                                       | Carlos, Carlos García           | Sí     | [ 51 ]                       |
|      | Francisco Cabello               | Comunitat Valenciana                                       | Cabello                         | Sí     | [ 51 ]                       |
|      | José Luis Martínez              | Comunitat Valenciana                                       | Martínez                        | Sí     | [ 51 ]                       |
|      | Vicente Ballester Martínez      | Comunitat Valenciana                                       | Ballester                       | Sí     | [ 51 ]                       |
|      | José Adrián Bonilla             | Comunitat Valenciana                                       | Bonilla Alfredo                 | Sí     | [ 51 ]                       |
|      | Manuel Lloret                   | Comunitat Valenciana                                       | Lloret                          | Sí     | [ 51 ]                       |
|      | Antonio Olmo                    | Comunitat Valenciana                                       | Olmo                            | Sí     | [ 51 ]                       |
|      | Adolfo García Quesada           | Comunitat Valenciana                                       | Fito                            | Sí     | [ 51 ]                       |
|      | Javier Cherro                   | Comunitat Valenciana                                       | Cherro                          | Sí     | [ 51 ]                       |
|      | Juan Gomis                      | Comunitat Valenciana                                       | nombre real                     | Sí     | [ 51 ]                       |
|      | Ángel Casero                    | Retirado tras el 2005. Último equipo: Comunitat Valenciana | Casero                          | Sí     | [ 51 ]                       |

- El color no indica grado de culpabilidad, sino el equipo al que pertenecían.

(*) Nota: Estos dos ciclistas militaban en 2006 (cuando se conoció la Operación Puerto) en el Saunier Duval, aunque en el informe se detalla que su implicación en la red de Fuentes se debía a unos papeles relativos a la temporada 2005, cuando ninguno de los dos estaba todavía en Saunier Duval, sino en alguno de los equipos con más ciclistas implicados por la Guardia Civil como clientes de Fuentes: Koldo Gil en el Liberty Seguros (año en que ganó una etapa en el Giro de Italia) y Carlos Zárate en el Comunitat Valenciana.
También fueron identificados los siguientes preparadores como participantes de la trama (como clientes, facilitadores, administradores o autorizadores de las prácticas del Dr. Fuentes):
- Manolo Saiz, mánager general del equipo ciclista Liberty Seguros-Würth.[109]
- José Ignacio Labarta, preparador del equipo ciclista Comunitat Valenciana.[16][23][109]
- Álvaro Pino, exdirector deportivo de los equipos ciclistas Kelme y Phonak.[23]
- Yolanda Fuentes, médico del equipo ciclista Comunitat Valenciana y hermana de Eufemiano Fuentes.[51]
- Vicente Belda, director principal del equipo ciclista Comunitat Valenciana.[51]
- Rudy Pevenage, asesor personal de Jan Ullrich y director deportivo del equipo ciclista T-Mobile.[109][110]

### No identificados
Algunos de los clientes de la red de dopaje que figuraban con nombres en clave en los manuscritos y la documentación incautada durante las detenciones y registros del 23 de mayo de 2006 no pudieron ser identificados por la Guardia Civil.
Se da la circunstancia de que algunos de los clientes con nombre en clave no identificado estaban siendo tratados por la red de dopaje para ese mismo año 2006, con extracciones sanguíneas realizadas con fecha posterior al inicio de los seguimientos del instituto armado en febrero (incluyendo sus grabaciones de vídeo sobre las entradas y salidas en las instalaciones de la red). Así, mientras algunos clientes tratados para 2006 fueron grabados y por tanto identificados, otros no lo fueron.
Estos son los nombres en clave hallados que permanecen sin ser identificados, detallando en cada caso el año que recibió tratamiento (en caso de conocerse):
| n.º | Nombres en clave  | Id. GC | Año del tratamiento | Nombres reales sugeridos y otras observaciones |
| --- | ----------------- | ------ | ------------------- | --- |
| 9   | Urco, Urko        | No     | 2004                | Marta Domínguez, según las investigaciones de la Guardia Civil desveladas en diciembre de 2010 en el marco de la Operación Galgo, en la cual la atleta palentina fue detenida. |
| 10  | Rosa              | No     |                     | |
| 15  | César             | No     | 2004, 2005          | |
| 24  | Clasicomano Luigi | No     | 2006                | El sancionado por positivo Thomas Dekker, al que había entrenado Luigi Cecchini, se autoinculpó en 2013 como el ciclista tras esa clave ante las autoridades holandesas. Sin embargo el portal estadounidense Como Cyco, basándose en unos hechos revelados por Tyler Hamilton en una entrevista al australiano Cycling News, apuntó a Fabian Cancellara; el suizo, quien al igual que Dekker había entrenado con Luigi Cecchini, negó haber visitado a Eufemiano Fuentes. |
| 25  | Amigo de Birillo  | No     |                     | Frank Schleck, según el diario alemán Süddeutsche Zeitung. Admitió haber efectuado una transferencia bancaria de 6.200 euros a Fuentes. |
| 26  | Huerta            | No     | 2006                | Luis León Sánchez, ya identificado previamente por su nombre real. |
| 33  | Clasicómano       | No     | 2003                | |
| 101 | 101               | No     |                     | |
|     | Cowboy            | No     | 2003                | |
|     | Panticosa         | No     | 2003                | Según el diario El País, podría tratarse del nombre en clave de una ubicación geográfica. |
|     | Pavarotti         | No     | 2003                | Mario Cipollini, según el diario italiano La Repubblica. |
|     | Sansone           | No     | 2002, 2003          | Pese a que la Guardia Civil lo identificó como uno de los varios apodos para Santiago Botero, La Gazzetta dello Sport apuntó a que en realidad sería Michele Bartoli. |
|     | Pepito            | No     | 2003                | |
|     | Obélix            | No     | 2003                | |
|     | Nibelungo         | No     | 2003                | Jan Ullrich. |
|     | LAS               | No     | 2003                | |
|     | María             | No     | 2002, 2003, 2004    | El rumor alentado por Jesús Manzano de que podría ser José María Jiménez (El Chava) no resultaría plausible, ya que el ciclista abulense falleció el 6 de diciembre de 2003. |
|     | Mari              | No     | 2006                | Con tres extracciones sanguíneas fechadas el 5 de enero, 17 de febrero y 16 de marzo de 2006, las dos últimas se realizaron cuando los seguimientos de la Guardia Civil ya se habían iniciado. |
|     | Rosa              | No     | 2003, 2004          | |
|     | MZD               | No     | 2005                | Eddy Mazzoleni (ya implicado y sancionado por el caso Oil for Drugs), según el diario El País, sería el nombre barajado por la Guardia Civil y los Carabinieri. |
|     | Gemma             | No     |                     | |
|     | Rosa              | No     |                     | |
|     | ANA               | No     |                     | |
|     | CFA               | No     |                     | |
|     | Sofa              | No     |                     | |
|     | Tonante           | No     | 2005                | Se trataría de un famoso atleta mediofondista, según el diario ABC. |
|     | Tor               | No     |                     | |
|     | Guri              | No     |                     | |
|     | Huri              | No     |                     | |
|     | Azul              | No     |                     | |
|     | Milán             | No     |                     | |
|     | Quebrantahuesos   | No     |                     | Sería un ciclista aragonés, según el instituto armado. |
|     | RSOC              | No     |                     | La abreviatura parece relacionada con la Real Sociedad de Fútbol. El expresidente de dicho club, Iñaki Badiola, denunció prácticas dopantes en la Real Sociedad durante la presidencia de José Luis Astiazarán, relacionado con la trama por medio de la abreviatura "ASTI". |
|     | Alfredo           | No     |                     | |
|     | Klaus             | No     |                     | |

### Otros deportes
Desde un primer momento, los investigadores apuntaron a que entre los deportistas clientes de la red de dopaje de Eufemiano Fuentes no solo había ciclistas, sino que también habría futbolistas, atletas, tenistas y otros deportistas. Los 58 clientes identificados por la Guardia Civil fueron ciclistas, mientras que otros nombres en clave no fueron identificados. No obstante, la lista de clientes de Fuentes sería más extensa que los nombres en clave ya conocidos que no han sido identificados. Esto se debe a que el juez Serrano, al decidir que solo se investigaría un presunto delito contra la salud pública (al no ser el dopaje un delito en España), prohibió a los investigadores acceder al contenido de los dos ordenadores incautados en los registros, y que presumiblemente tendrían abundante información y más nombres (en clave o reales) de deportistas de otras disciplinas ajenas al ciclismo, como el fútbol y el tenis. La Guardia Civil tenía vídeos y grabaciones en los que aparecerían deportistas de nivel mundial no ciclistas.
El escándalo asociado creció al confirmar públicamente Eufemiano Fuentes, en sendas entrevistas a la Cadena SER y al diario Le Monde, que los ciclistas apenas suponían una parte de su cartera de clientes, que incluía a futbolistas (de Primera y Segunda División), tenistas o atletas.
Asimismo, Fuentes declaró que el hecho de que no salieran deportistas de esas disciplinas como implicados se debía a que esos deportes tenían más poder que el ciclismo, y que de conocerse la identidad de los deportistas no ciclistas que acudían a él podría costar el cargo a quien dirigía el deporte en España, Jaime Lissavetzky (Secretario de Estado para el Deporte).
Lissavetzky y el CSD dijeron que no había ni futbolistas ni tenistas implicados en la Operación Puerto, sino únicamente ciclistas. Estas declaraciones contradecían a lo expresado al inicio de la investigación por la Guardia Civil y a las afirmaciones realizadas por el doctor Fuentes.

#### Tenis
Los investigadores apuntaron desde un primer momento que entre los clientes de la red de dopaje desarticulada había tenistas, afirmación corroborada por el propio Eufemiano Fuentes en sendas entrevistas a la Cadena SER y al diario Le Monde. Ante los rumores de que Rafael Nadal (entonces número dos del mundo) fuese uno de esos clientes, la ministra de Educación y Deportes española Mercedes Cabrera y el Secretario de Estado para el Deporte Jaime Lissavetzky anunciaron que no había ningún tenista (ni español ni extranjero) en el sumario.

#### Fútbol
La FIFA, tras consultárselo al secretario de Estado español para el Deporte, Jaime Lissavetzky, anunció el 3 de julio de 2006 que ningún futbolista figuraba en la lista de clientes identificados por los investigadores.
El diario francés Le Monde publicó el 7 de diciembre de 2006 que Eufemiano Fuentes tenía relación con los clubes Real Madrid, F. C. Barcelona, Real Betis y Valencia C. F. Eufemiano Fuentes desmintió esa información a TVE, al considerar las acusaciones demasiado graves. En la entrevista concedida a Le Monde ese mismo mes, al preguntársele si se había ocupado de equipos como el Real Madrid o el F. C. Barcelona, el Dr. Fuentes dijo que no podía responder porque le habían amenazado de muerte en tres ocasiones.
Le Monde apoyó sus acusaciones publicando unas tablas de preparación escritas a mano, que habría diseñado el Dr. Fuentes para el F. C. Barcelona y que no habrían sido incautadas por la Guardia Civil porque el instituto armado no registró a tiempo la vivienda del Dr. Fuentes en Canarias. En dichas tablas se utilizaba una simbología idéntica a la de las tablas de preparación de los ciclistas (incautadas en los registros de Madrid), que indicarían administración de esteroides anabolizantes y precursores (indetectables en los controles) de hormona de crecimiento, así como ocasionalmente EPO y extracciones/reposiciones sanguíneas.
El F. C. Barcelona llevó a los tribunales a la publicación por difamación y calumnias, obteniendo el respaldo de la Justicia española, que condenó al diario a pagar una indemnización de 300.000 euros al club azulgrana. El Real Madrid también denunció a Le Monde, ganando un juicio que condenó al diario a pagar al club blanco y sus servicios médicos 330.000 euros al considerar que las graves acusaciones vertidas contra el honor del club no tenían argumentos sólidos y solventes que las sostuvieran.
Le Monde anunció su intención de recurrir la sentencia en ambos casos.

#### Atletismo
Según el diario español ABC, entre la documentación intervenida en los registros había tablas de preparación para atletas diseñadas por Eufemiano Fuentes, con asteriscos identificando las pruebas más importantes, como el Campeonato de España de atletismo (celebrado en Salamanca) y el Campeonato de Europa de atletismo (celebrado en Múnich), ambos en 2002.
Asimismo, se habría detectado un fax enviado a Fuentes por Rosa Colorado, entrenadora personal de varios atletas españoles.

#### Boxeo
Según el semanario español Interviú, el boxeador español Kiko La Sensación Martínez, campeón de Europa de peso supergallo, sería cliente de la red de dopaje desarticulada. El púgil llevó el caso a los tribunales por atentar contra su honor y daños morales.
El diario Le Monde, por su parte, apuntó al boxeador francés Souleymane M'Baye, campeón del mundo del peso superligero y fotografiado por los investigadores de la Guardia Civil junto a Eufemiano Fuentes a la salida de una cafetería madrileña el 3 de mayo de 2006 (veinte días antes de las detenciones), como cliente de la red.

## Consecuencias de la Operación Puerto

### Nueva ley antidopaje en España
Una de las consecuencias de la Operación Puerto fue que quedó al descubierto que el dopaje no era un delito según la legislación española vigente en ese momento. Las Cortes españolas aprobaron el 2 de noviembre de 2006 una nueva ley contra el dopaje en España.
La Ley Orgánica 7/2006 de 21 de noviembre de Protección de la Salud y de Lucha contra el Dopaje en el Deporte, no obstante, no tenía carácter retroactivo, por lo que los implicados en la Operación Puerto fueron juzgados basándose en la antigua ley, según la cual el dopaje no era un delito penal en España.

### Extraños sucesos en el Giro de Italia 2006
En el Giro de Italia 2006 ocurrieron varios hechos extraños, para cuya comprensión resultarían claves las informaciones y pruebas expuestas por la Guardia Civil en su informe sobre el caso (incluyendo conversaciones telefónicas reveladoras que fueron grabadas en el transcurso de dicha carrera). Cabe recordar que las primeras noticias sobre la Operación Puerto contra el dopaje se conocieron el día 23 de mayo de 2006 (día de las detenciones), es decir, en la última semana de competición del Giro de Italia, y que la carrera italiana sería identificada como "el festival de mayo" en la documentación incautada a Eufemiano Fuentes y sus colaboradores. Además, el correo de la red de dopaje, Alberto León, portaba en el momento de su detención un resguardo de billete de avión a Milán fechado el 22 de mayo, en pleno Giro.
En el documento 65 incautado durante los registros figuraba un listado de "colaboradores y participantes en el festival que tiene lugar el mes de mayo", en el que figuraban, además de Alberto León y Alessandro Kalc (colaboradores en labores de transporte), los siguientes cinco ciclistas:

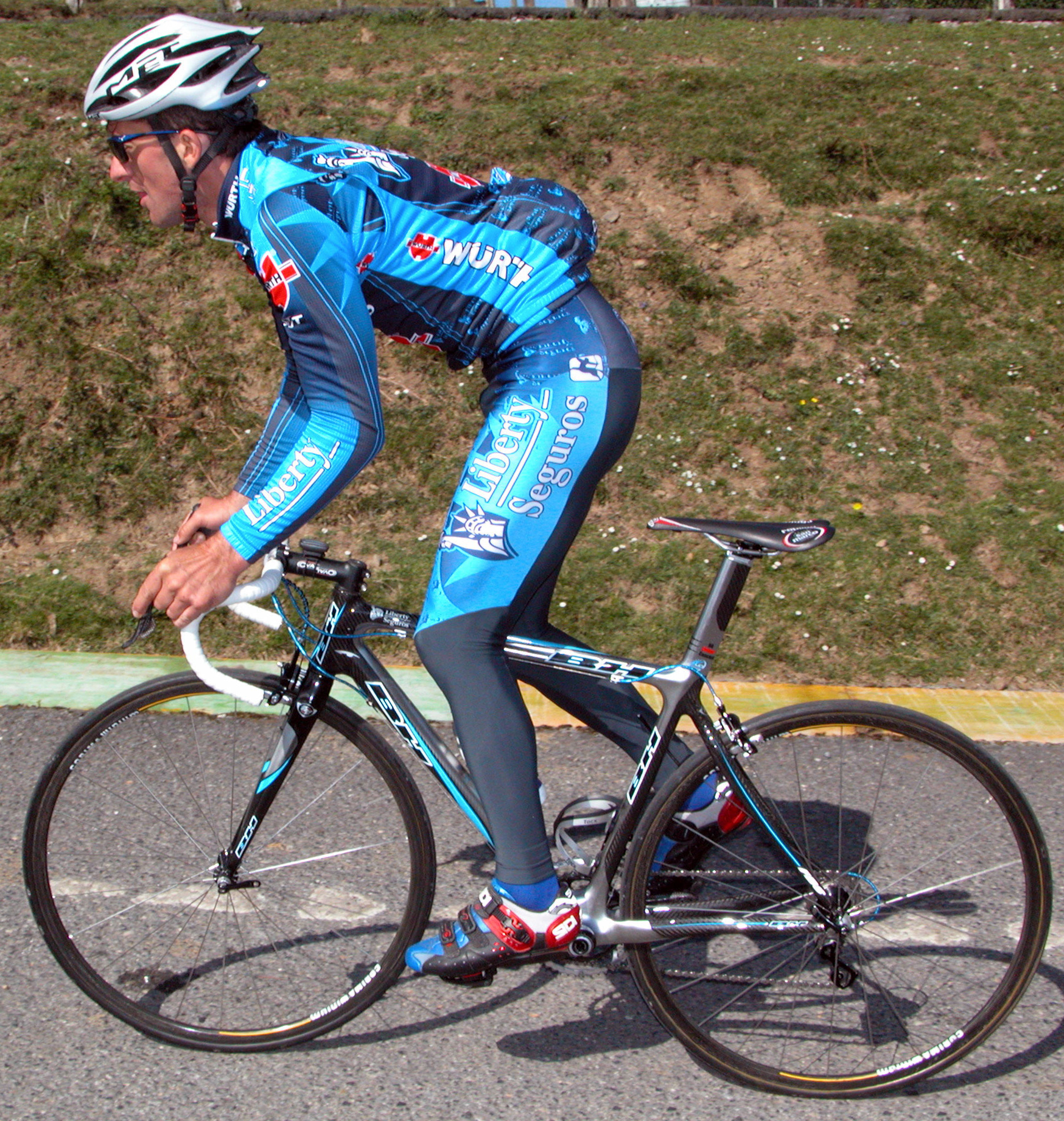
Serrano.

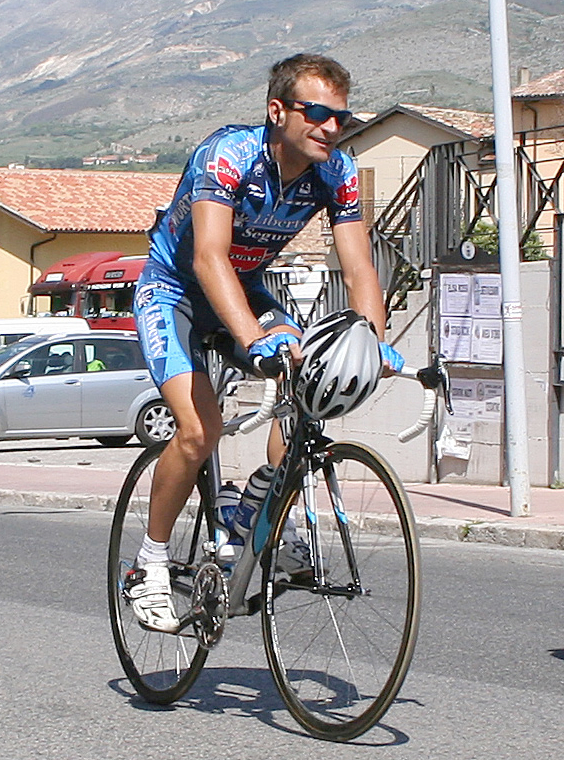
Scarponi.

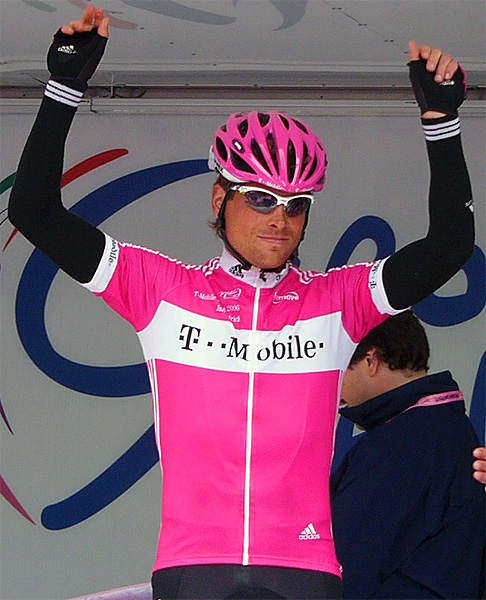
Jan Ullrich.

- Marcos Serrano (Liberty Seguros) abandonó la gran vuelta italiana la noche del viernes 19 de mayo (tras la 12.ª etapa), tras encontrarse súbitamente enfermo en el hotel después de la cena. En el comunicado del equipo se especificó que sufría fiebre alta y episodios de vómitos, por lo que fue trasladado de urgencia al hospital de Tortona, donde permaneció ingresado en la UCI el fin de semana.[70] Sin embargo, a su regreso a España estuvo ingresado 10 días en un hospital de Vigo, a causa de una intoxicación medicamentosa, según se informó a la Guardia Civil. En las primeras horas de la enfermedad, la esposa de Serrano envió un SMS al doctor Fuentes pidiéndole explicaciones sobre el mal de su cónyuge.[146] Poco después, el martes 23 de mayo, se realizaron las primeras detenciones, incluidos el Dr. Fuentes y Manolo Saiz, mánager general de su equipo. Serrano sería identificado en el informe final de la Guardia Civil como uno de los clientes de Fuentes, bajo los nombres en clave número 13, Alcalde, MS y SRR,[147][148][109] y según la documentación intervenida se habría inyectado una bolsa de sangre propia (previamente extraída) el 12 de mayo, una semana antes de hallarse seriamente indispuesto.[70] Cuando los investigadores le preguntaron al corredor por esa situación, el ciclista se negó a colaborar, argumentando que había sido víctima de un virus.[146]

- Michele Scarponi (Liberty Seguros) tuvo un papel activo en el Giro, pero abandonó la carrera en la 17.ª etapa (24 de mayo), apenas un día después de las detenciones de Madrid. El informe de la Guardia Civil le identificó como cliente de la red de dopaje Fuentes bajo los nombres en clave número 32, Zapatero y Presidente. Casi un año después, en la primavera de 2007, el CONI confirmó dicha identificación, con su consiguiente sanción, atenuada por la colaboración del propio ciclista.

- Jan Ullrich (T-Mobile) ganó el jueves 18 de mayo la 11.ª etapa, una contrarreloj de 50 kilómetros, a pesar de encontrarse con sobrepeso y fuera de forma.[110] El 26 de mayo (19.ª etapa), tres días después de que se efectuaran las primeras detenciones en Madrid (y cuando aún no habían salido los nombres de los ciclistas implicados), Ullrich abandonó la gran vuelta italiana, alegando que tenía unos problemas de espalda y que no quería forzar para no poner en riesgo su preparación para el Tour de Francia 2006, su gran objetivo de la temporada. El informe de la Guardia Civil le identificó como cliente de Fuentes bajo los nombres en clave número 1, Jan e Hijo de Rudicio (en alusión a que su mentor era Rudy Pevenage, Rudicio, enlace entre Fuentes y el ciclista alemán). De hecho, Ullrich habría recibido una reinfusión de tres unidades y media de siberias (concentrados de hematíes congelados) el 1 de mayo, cinco días antes de que empezara el Giro.[110] Casi un año después, en la primavera de 2007, la policía alemana confirmó dicha identificación tras una prueba de ADN.

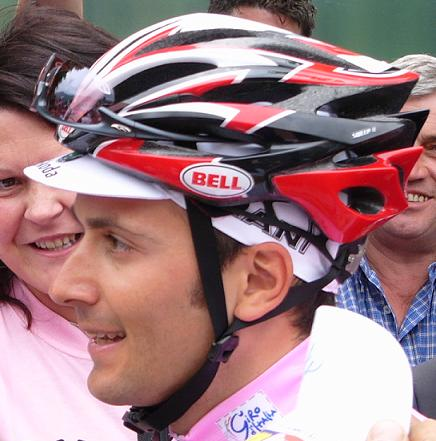
Ivan Basso.

- Ivan Basso (CSC) ganó la clasificación general, vistiendo la maglia rosa en el podio final de Milán; era su mayor logro como profesional. El informe de la Guardia Civil le identificó como cliente de la red de dopaje de Fuentes bajo los nombres en clave número 2 y Birillo. Casi un año después, en la primavera de 2007, sería confirmado y sancionado con una suspensión de dos años por el CONI.

- José Enrique Gutiérrez (Phonak) fue segundo en la clasificación general, subiendo al segundo escalón del podio final de Milán; era su mayor logro como profesional. Sin embargo, fue identificado como cliente de la red de dopaje de Eufemiano Fuentes por la Guardia Civil.[16][23][51][109]

A pesar de que todos ellos fueron identificados por la Guardia Civil como clientes de la red de dopaje de Fuentes (e incluso en algunos casos confirmados y sancionados por ello) durante ese Giro 2006 en concreto, la organización del Giro de Italia no les descalificó ni retiró de sus clasificaciones, por lo que todos ellos mantienen oficialmente sus victorias, podios y maglia rosa en esa edición de la ronda italiana.

### Fuga de patrocinadores
Los dos equipos más afectados e implicados en la Operación Puerto, el Liberty Seguros (de categoría ProTour) y el Comunitat Valenciana (de categoría Profesional Continental), perdieron a sus patrocinadores principales como consecuencia del escándalo.
Según consta en el informe de la Guardia Civil, el doctor Fuentes se refería a los integrantes del equipo Liberty Seguros como "los azules" y a los del equipo Comunitat Valenciana como "los verdes", además de figurar su nombre completo en los manuscritos de Fuentes.

#### Liberty Seguros (los azules)
El 23 de mayo, Manolo Saiz (máximo responsable y cabeza visible del equipo) fue detenido por la Guardia Civil. En el momento de su detención portaba un maletín con 60.000 euros en efectivo y una bolsa isotérmica con sustancias dopantes, dándose la circunstancia de que esa misma tarde debía dirigirse a los Pirineos para allí reunirse con sus ciclistas, dentro de la concentración de preparación previa al Tour de Francia. Saiz fue liberado al día siguiente (24 de mayo), tras haber confirmado en su declaración que parte de sus ciclistas recurrían a los servicios de la red de Fuentes.
El 25 de mayo, dos días después de las detenciones, la empresa Liberty Seguros retiró su patrocinio al equipo de Manolo Saiz por los daños causados a su nombre y al ciclismo. De esta manera el equipo se quedó sin la financiación de su principal patrocinador, cuando la temporada se encontraba en pleno inicio. La escuadra pasó así a llamarse únicamente Würth (el copatrocinador que permaneció financiando al equipo), borrando las referencias a Liberty de sus maillots, coches y autobuses para participar en la Euskal Bizikleta.
Saiz, quien en un primer momento había mentido a su equipo asegurando que lo que portaba en el momento de su detención no eran sustancias dopantes sino productos contra el asma, anunció el 8 de junio su retiro temporal de la dirección del equipo (siendo relevado por el hasta entonces adjunto Marino Lejarreta), así como de sus funciones en organismos internacionales. Antes de su retiro había trabajado en encontrar un nuevo patrocinador para el equipo.
Este finalmente llegó de Kazajistán, país del corredor estrella del equipo, Alexander Vinokourov, quien llamó personalmente al primer ministro de Kazajistán, antiguo ciclista y presidente de la federación de ciclismo. A cambio de un patrocinio de ocho millones de euros, el equipo pasaba a llamarse Astana-Würth, al ser Astaná el nombre de la capital del país y del principal holding empresarial kazajo y continuar Würth como copatrocinador de la formación, de la que seguía siendo propietaria Active Bay (propiedad a su vez de Manolo Saiz). El nuevo maillot (con el color azul turquesa de la bandera kazaja) fue estrenado el 23 de junio, en el Campeonato de España en contrarreloj.
El 25 y 26 de junio el diario El País publicó que más de la mitad de la plantilla del equipo fue identificada por la Guardia Civil entre los clientes de la red de dopaje desarticulada. Entre la documentación intervenida en los registros a las viviendas de Eufemiano Fuentes, se hallaron hojas de impresora del programa Excel oficiales del equipo Liberty Seguros, que contenían calendarios de preparación individualizados para varios de sus corredores; dichos calendarios de preparación incluían medicamentos (EPO, hormona del crecimiento, IGF-1, HMG o parches de testosterona) y extracciones/reinfusiones sanguíneas. También se halló en poder de Fuentes una tarjeta plastificada de 2004 con los nombres y números de teléfono (de casa y de móvil) de técnicos y ciclistas del equipo.
Se reveló asimismo que los médicos oficiales del equipo tendrían como función "apagar los fuegos" creados por Fuentes, es decir, evitar que las prácticas dopantes de sus corredores supusieran positivos en los controles antidopaje.
Tras estas revelaciones, la participación del equipo en el Tour de Francia 2006 quedó seriamente comprometida tras descubrirse la implicación de responsables y ciclistas de la formación en la red de dopaje desarticulada, no pudiendo disputar finalmente la Grande Boucle (véase abajo).

#### Comunitat Valenciana (los verdes)
El 23 de mayo, José Ignacio Labarta (director adjunto y preparador físico del equipo) fue detenido por la Guardia Civil, siendo identificado como uno de los responsables de la red de dopaje y estrecho colaborador de Eufemiano Fuentes, intercambiando con este sustancias dopantes mediante mensajería.
Labarta fue apartado de la disciplina del equipo, aunque la implicación de la formación en la trama, según la Guardia Civil, no se limitaba a él, sino que incluía a Vicente Belda (director deportivo), Yolanda Fuentes (médico del equipo y hermana de Eufemiano) y gran parte de la plantilla del equipo, así como el antaño director de la escuadra Álvaro Pino. Se daba además la circunstancia de que el propio Eufemiano Fuentes había sido el jefe médico oficial del equipo durante varios años en el pasado.
Como consecuencia de esta situación, el 13 de junio los organizadores del Tour de Francia 2006 decidieron retirar su invitación al equipo. El equipo (no ProTour, y por tanto con una participación no asegurada, pendiente de una invitación de los organizadores) había sido invitado por primera vez desde 2003, después de haber sido excluido en 2004 y 2005 por las denuncias de dopaje interno de Jesús Manzano en el diario As.
El 27 de julio los organizadores de la Vuelta a España 2006 actuaron del mismo modo y retiraron su invitación.
La exclusión del equipo del Tour y la Vuelta ocasionó que la Generalidad Valenciana decidiera retirar su patrocinio (bajo la marca Comunitat Valenciana). Como consecuencia de la retirada de su patrocinador principal, el equipo, continuador del histórico Kelme, desapareció al finalizar la temporada 2006.

### Plante en el Campeonato de España de ciclismo en ruta 2006
Entre el domingo 25 de junio y el lunes 26 de junio de 2006, el diario El País publicó un extenso reportaje sobre la investigación de la Guardia Civil. Dicho reportaje especificaba que había 58 clientes identificados (todos ciclistas) por el instituto armado (entre ellos, 15 del Liberty Seguros y 23 del Comunitat Valenciana), además de aportar numerosos detalles de la trama (prácticas dopantes ofertadas, el precio a pagar: hasta 40.000 euros anuales, etc.) y una parte de la declaración de Manolo Saiz durante su detención, reconociendo relaciones de algunos corredores de su equipo (Liberty Seguros) con el médico Eufemiano Fuentes.
El 25 de junio, día en que se publicó la primera parte del reportaje, debía celebrarse el Campeonato de España de ciclismo en ruta 2006. Sin embargo, los ciclistas españoles decidieron realizar un plante en la línea de salida y negarse a disputar la carrera, como forma de protestar contra las filtraciones y defender su presunción de inocencia, por lo que ese año el palmarés de la prueba quedó desierto (hecho que no sucedía desde 1937, por la guerra civil española). El impulsor de ese plante habría sido un ciclista del equipo Comunitat Valenciana, uno de los equipos más afectados por la Operación Puerto al figurar la mayoría de sus ciclistas en la documentación incautada al Dr. Fuentes, y por tanto en el informe del caso elaborado por la Guardia Civil. El boicot a la prueba fue aplaudido por el director deportivo de ese equipo, Vicente Belda.
Consumado el plante, se produjo después una tensa reunión de los ciclistas en un hotel de Móstoles sobre la actitud a mostrar ante la prensa.

### Exclusiones en el Tour de Francia 2006

#### Invitación retirada a "los verdes"
El 13 de junio los organizadores del Tour de Francia 2006 decidieron retirar su invitación al equipo Comunitat Valenciana por su implicación en la trama de dopaje destapada el 23 de mayo, con la detención entre otros del director adjunto de la formación. El equipo (no ProTour, y por tanto con una participación no asegurada, pendiente de una invitación de los organizadores) había sido invitado por primera vez desde 2003, después de haber sido excluido en 2004 y 2005, precisamente por las denuncias de dopaje interno de Jesús Manzano en el diario As que esta investigación reveló como ciertas.

#### Veto a "los azules" del Astana-Würth
El 22 de junio el Astana-Würth (continuador del Liberty Seguros y propiedad de Manolo Saiz) fue ratificado para su disputa en el Tour de Francia 2006 por la UCI, al no disponerse en ese momento de suficientes pruebas en contra del equipo. Sin embargo, el 25 y 26 de junio el diario El País publicó un extenso reportaje sobre la investigación del caso realizada por la Guardia Civil, revelándose la implicación de responsables y ciclistas (más de la mitad del total) en la red de dopaje desarticulada.
Como consecuencia de dichas revelaciones, el 26 de junio por la tarde el director del Tour de Francia comunicó por fax al equipo (así como a la UCI y la Asociación de Equipos) que no permitiría su participación en la prueba tras las informaciones publicadas para mantener el buen nombre de la Grande Boucle, amparándose en su derecho de no admitir a formaciones indeseables. El equipo recurrió esa decisión, y el 29 de junio el TAS autorizó al equipo a participar en el Tour, en contra de la tesis de la organización.
Ese 29 de junio el juez Serrano levantó parcialmente el secreto de sumario, y el CSD español envió a la UCI y a las autoridades francesas un resumen de 50 páginas del informe de 500 páginas realizado por los investigadores de la Guardia Civil. La organización, tras estudiar el informe, excluyó el 30 de junio (un día antes del inicio de la carrera) a cinco (Beloki, Contador, Davis, Nozal y Paulinho) de los nueve inscritos por el equipo por su implicación en la trama de dopaje. El director de la Grande Boucle, Christian Prudhomme, acusó a la formación de practicar un dopaje organizado, y sugirió que de haber dispuesto del informe 24 horas antes el propio TAS habría negado al equipo la posibilidad de tomar parte en la ronda gala.
El hecho de que más de la mitad de los corredores inscritos por la formación se encontraran en dicha situación hizo que los cuatro ciclistas del equipo inscritos y no implicados (incluido el jefe de filas llegado para ese año, Alexander Vinokourov) tampoco pudieran participar al no contar la escuadra con el mínimo requerido de corredores (seis) para poder tomar la salida.
Por este motivo, finalmente ningún ciclista del equipo continuador del Libery Seguros, a cuyos corredores clientes se refería Eufemiano Fuentes como los azules por el color de su maillot, tomó la salida de una ronda gala que empezaba el 1 de julio en Estrasburgo.

#### Exclusiones individualizadas de "los míos"
El 27 de junio, a propósito de las revelaciones del diario El País que implicaban a Ullrich, la dirección del Tour de Francia señaló que no había problema con el alemán, apuntando que podría participar en la ronda gala, puesto que no había sido oficialmente identificado.
El 29 de junio el juez levantó parcialmente el secreto de sumario, y la UCI y las autoridades francesas recibieron un resumen (50 páginas) del informe (500 páginas) de la Guardia Civil sobre el caso, detallando los nombres de los ciclistas identificados como clientes de la red de dopaje desarticulada.
El primer equipo en mover ficha fue el T-Mobile: esa misma mañana dijo a sus corredores Jan Ullrich (jefe de filas) y Óscar Sevilla (uno de sus principales gregarios), así como al director del equipo Rudy Pevenage, que no tomarían parte en la carrera, pidiéndoles asimismo que abandonaran el hotel de la formación.
Tras esta decisión del equipo alemán, al mediodía se reunieron los representantes de todos los equipos con la organización del Tour en el Palacio de Congresos de Estrasburgo. En la reunión se votó por que todos los equipos se sumasen al código ético (impulsado en su momento por Manolo Saiz), decidiéndose la expulsión de todos los corredores implicados de la carrera. Durante la reunión también se decidió no sustituir con otros corredores a los ciclistas expulsados, hecho que provocaba la imposibilidad de participación del Astana-Würth, al no contar con el mínimo de corredores.
Como consecuencia de esta decisión, fueron apartados un día antes del comienzo de la ronda gala Ivan Basso y Francisco Mancebo, jefes de filas de CSC y Ag2r respectivamente.

### Absoluciones judiciales de clientes, en cuestión
El Juzgado de Instrucción n.º 31 de Madrid (encargado de la Operación Puerto y cuyo juez titular es Antonio Serrano) certificó por escrito que no existía ninguna imputación contra varios ciclistas. Esto se debía a que la investigación del juez Serrano se centraba en un presunto delito contra la salud pública, no en la trama de dopaje, que no fue investigada por el juez al no ser el dopaje delito en España en ese momento, motivo por el cual los clientes ciclistas (no todos los identificados) que declararon ante el juez lo hicieron como testigos, no como imputados.
Los ciclistas absueltos proclamaron entonces que en adelante podían competir con normalidad, puesto que no estaban imputados por ningún delito penal. Sin embargo, el hecho de que uno de esos ciclistas absueltos oficialmente y por escrito, Jan Ullrich, fuera posteriormente confirmado por la justicia alemana como cliente de la red de dopaje realizando un análisis de ADN, evidenció que el documento del juzgado solo certificaba que no estaban siendo procesados (al no ser el dopaje un delito penal en España), no que no fueran clientes de la red de dopaje o que las identificaciones realizadas por la Guardia Civil fueran incorrectas.
No obstante, el juez se negó (salvo excepciones) a que las pruebas acumuladas por el instituto armado (bolsas sanguíneas, documentos, grabaciones de vídeo y audio...) fueran facilitadas a organismos deportivos internacionales (UCI, AMA) para estudiar las pruebas e imponer en caso de estimarlo oportuno las sanciones deportivas pertinentes.

### Diferencias entre ciclistas identificados no sancionados
Gran parte de los ciclistas identificados por la Guardia Civil como clientes de la red de dopaje de Eufemiano Fuentes no fueron confirmados y sancionados deportivamente, por lo que al no pesar sobre ellos imputación penal o suspensión deportiva alguna, podían seguir corriendo en las carreras ciclistas. Sin embargo, entre el futuro profesional de esos 54 ciclistas hubo muchas diferencias, y mientras algunos vieron truncada su carrera (pasando a equipos menores o viéndose obligados a retirarse ante la negativa de los equipos), otros siguieron con sus carreras con aparente normalidad, llegando a convertirse incluso en nombres destacados del pelotón.

#### Retirados sin equipo
Algunos ciclistas, al no encontrar equipo, se vieron obligados a retirarse. Así, hombres como Joseba Beloki, David Etxebarria, Aitor y Unai Osa no volverían a encontrar equipo después de que estallara la Operación Puerto, a pesar de no estar sancionados.

#### Recolocados en equipos menores
Algunos ciclistas, tras ser despedidos de sus equipos (en cumplimiento del Código Ético del UCI ProTour), consiguieron encontrar acomodo en equipos ciclistas de menor categoría (Continental) al tener cerradas las puertas de los equipos más potentes (los ProTeam).
Por ejemplo, Óscar Sevilla y Francisco Mancebo pasaron al modesto equipo español Relax-GAM (donde coincidieron con Ángel Vicioso), para posteriormente ir ambos al equipo Continental profesional estadounidense Rock Racing, donde en 2009 coincidirían con José Enrique Gutiérrez (quien había estado antes en los equipos europeos continentales LPR y Diquigiovanni) y Tyler Hamilton
(de vuelta tras cumplir una sanción anterior por dopaje pero de nuevo sancionado por otro caso de dopaje).
Ciclistas como Isidro Nozal y Eladio Jiménez, por su parte, pasaron por el Karpin Galicia (cuyo director era Álvaro Pino, también implicado), para terminar en modestos equipos portugueses, al igual que Rubén Plaza y Constantino Zaballa (aunque estos dos últimos tras haber corrido en el ProTour con el Caisse d'Epargne).

#### Recolocados en el ProTour
Algunos ciclistas no tuvieron problemas para seguir compitiendo en equipos de UCI ProTour, es decir, en la élite. Cabe destacar a Alberto Contador, quien lograría la triple corona (Tour de Francia, Giro de Italia y Vuelta a España) con los equipos ProTour Discovery Channel y Astana. Otros con esa misma fortuna fueron Luis León Sánchez, Allan Davis y Sérgio Paulinho, entre otros.
En un primer instante, comparecía Alberto Contador en la lista de ciclistas, pero fue retirado su nombre cuando la UCI y la Guardia Civil no había encontrado ninguna prueba concreta de su implicación con el doctor Fuentes. El mismo Fuentes declaraba en una entrevista a la Cadena Ser que le "ha sorprendido mucho que hayan salido unos nombres sí y otros no. También nombres que ni conozco como es el caso de Alberto Contador".

## Juicio por un delito contra la salud pública

### Preparación, imputados y acusaciones
El juicio oral (52/12) se celebró en los primeros meses de 2013 en el Juzgado de lo Penal número 21 de Madrid, en una sala presidida por la juez Julia Patricia Santamaría Matesanz. El propósito del juicio era determinar si se había cometido un delito contra la salud pública, al no ser el dopaje un delito según la legislación vigente en España en el momento de los hechos, por lo que ningún deportista cliente de la supuesta red figuraría entre los imputados. Además se descartó la investigación sobre los otros posibles delitos derivados de la actividad del entramado, como la evasión fiscal y el blanqueo de capitales. De esta forma, y siendo un posible delito contra la salud pública la única acusación formal admitida, la máxima pena a la que podían enfrentarse los acusados era de hasta dos años de cárcel, por lo que incluso en ese caso no ingresarían en prisión si carecían de antecedentes penales.
En las diligencias previas al arranque de la vista se había establecido el sobreseimiento de los casos relativos al hematólogo José Luis Merino Batres (ya jubilado para entonces, y en las primeras fases de demencia por un Alzhéimer declarado como “leve y/o moderado”) y Alberto León (supuesto correo de la red, que había sido hallado ahorcado en su domicilio meses antes en lo que fue determinado como un suicidio). También fue retirada la causa contra el médico Alfredo Córdova, después de que este recurriera su imputación.
Finalmente se sentarían en el banquillo de los acusados el doctor Eufemiano Fuentes, el preparador José Ignacio Labarta, los directores deportivos Manolo Saiz y Vicente Belda y la médico Yolanda Fuentes. La acusación sería ejercida por la Fiscalía y las seis acusaciones particulares: la Abogacía del Estado (en representación del CSD), Jesús Manzano, la AMA, la UCI, el CONI y la RFEC. La AIGCP, que en su momento se había personado como acusación particular para tener acceso al sumario, no continuó su implicación una vez cumplido su objetivo de tener acceso al sumario, asegurando que no disponía de los 120.000 euros con los que satisfacer los honorarios suplementarios de su abogado Juan de Dios Crespo.
Estaba previsto que durante el juicio oral fueran llamados a declarar 35 testigos (incluidos los 13 miembros de la Guardia Civil que intervinieron en la operación original)  y 13 peritos. Entre los testigos citados destacaba la presencia de 14 ciclistas o exciclistas.

### Contexto previo al juicio y expectación internacional

#### Riesgo de prescripción para la justicia deportiva
Desde que se hubiera destapado la Operación Puerto en mayo de 2006 hasta el juicio del caso en los primeros meses de 2013 habían transcurrido casi siete años. A ello se sumaba el hecho de que algunas de las prácticas dopantes (bien transfusiones sanguíneas o la administración de otras sustancias ilícitas) eran de meses e incluso años anteriores al momento de las detenciones y registros.
De esta manera, existía la posibilidad de que incluso aunque las autoridades deportivas tuvieran en algún momento acceso a las pruebas recabadas (bolsas de sangre, documentación...) no fuera posible sancionar a través de la justicia deportiva a los deportistas implicados como clientes de la red. Y es que dado que desde la comisión de los hechos potencialmente sancionables hasta la disposición de las evidencias por parte de los organismos competentes habrían transcurrido ya más de ocho años, plazo máximo para imponer castigos por dopaje en la mayoría de casos, las violaciones de la normativa antidopaje podían considerarse prescritas.

#### España: Grial y Galgo, sin juicio
Desde la investigación original hasta el inicio del juicio se habían practicado en España dos grandes operaciones con la nueva legislación que castigaba el dopaje ya en vigor: Grial y Galgo, ambas con conexiones con la Puerto. No obstante, ninguna de ellas había dado lugar a un juicio.
La Grial se realizó en torno a la figura del médico peruano Walter Virú, afincado en Valencia. Virú, que había trabajado con Fuentes como médico del Kelme/Comunitat Valenciana, ya había sido señalado por la Guardia Civil en la Puerto (una súbita merma de efectivos hizo que los investigadores tuvieran que centrarse en la rama madrileña de la trama). La operación, que se saldó con 12 detenciones y 7 registros, así como el hallazgo de tablas de dopaje con un formato y argot ya descubiertos en la Puerto, no dio lugar a un juicio.
La Galgo destapó una red en la que volvía a ser protagonista Eufemiano Fuentes; también apareció implicado Alberto León, nuevamente en labores de colaborador. La operación se centró esencialmente en el atletismo, siendo las principales figuras mediáticas el entrenador Manuel Pascua Piqueras y la atleta Marta Domínguez, que ya habría sido apuntada en la Puerto como posible cliente bajo el nombre en clave Urco (apodo del perro de su marido). Sin embargo, la juez responsable del caso decretó la nulidad de la mayoría de las escuchas telefónicas y registros practicados al considerar que su realización no había estado debidamente justificada, en una decisión ratificada posteriormente por la Audiencia Provincial de Madrid. La anulación de la principal vía de investigación y fuente de pruebas supuso el sobreseimiento del proceso penal, quedando archivado el caso.

#### Caso Armstrong: investigación, condena y confesión
Los ciclistas estadounidenses Tyler Hamilton y Floyd Landis, después de negarlo durante años pese a haber dado positivo, confesaron abiertamente su dopaje sistemático y ofrecieron su colaboración a las autoridades antidopaje. Se daba la circunstancia de que ambos habían sido destacados gregarios de Lance Armstrong en el US Postal, siendo sus positivos coincidentes con la salida de dicha estructura para convertirse en jefes de filas de otras formaciones: Hamilton dio positivo por transfusión homóloga en la Vuelta de 2004, y Landis por testosterona en el Tour de 2006; además, Hamilton había sido identificado en 2006 en la misma Operación Puerto como cliente de Eufemiano Fuentes.
Las confesiones de Landis (en 2010) y Hamilton (en 2011) dieron lugar a una investigación federal en EE. UU. por parte un equipo encabezado por el agente Jeff Novitzky (FDA). El grupo de Novitzky recabó a cambio de sanciones atenuadas el testimonio de varios excompañeros de Armstrong, ya retirado y que se negó a colaborar al mantenerse en su postura de que no se había dopado, destapando así el dopaje sistemático practicado en la escuadra americana y su connivencia con las autoridades del deporte que debían velar por la lucha antidopaje. Además del director Johan Bruyneel y el propio Armstrong (figura central al ser a su vez instigador de las prácticas dopantes), quedaron señalados como responsables el galeno italiano Michele Ferrari, los médicos españoles Luis García del Moral y Pedro Celaya, así como el preparador valenciano Pepe Martí y el emplazamiento de Gerona (donde durante años se habían alojado Armstrong y sus compañeros de equipo, y que había sido lugar habitual de dopaje, llegando a guardar bolsas de sangre en los frigoríficos de sus domicilios).
La agencia antidopaje estadounidense, la USADA, sancionó a Armtrong desposeyéndolo de todos los resultados logrados desde su regreso en 1998 (incluidos sus siete Tours de Francia en 1999-2005) y suspendiéndolo de por vida. Armstrong siguió negando las acusaciones y negando todo dopaje, pero finalmente terminó por confesarlo en una entrevista televisiva a Oprah Winfrey.
El “caso Armstrong”, por la complejidad de la trama y por la relevancia del propio condenado, motivo un aumento del interés mediático sobre el dopaje y la lucha contra el mismo en todo el mundo, atrayendo una mayor atención sobre el juicio de la Operación Puerto.

#### Imagen del antidopaje español y candidatura olímpica
Además del juicio por un delito contra la salud pública en sí mismo, y de la posibilidad de que las pruebas recabadas fueran cedidas a las autoridades deportivas para la posible identificación y en su caso sanción de los clientes aún no castigados o identificados, existía otro aspecto de interés: la imagen internacional de la lucha contra el dopaje en España, y la credibilidad del deporte español en general.
El compromiso contra el dopaje de las autoridades españolas y su firmeza en la lucha antidopaje había sido cuestionada en foros internacionales en los años precedentes, siendo precisamente uno de los puntos criticados la gestión de la Operación Puerto (aún sin juicio, y con las repetidas negativas a ceder las pruebas a los organismos deportivos competentes).
El juicio fue planteado así como una oportunidad para demostrar el compromiso contra el dopaje de España y allanar el camino de la candidatura de Madrid para acoger los Juegos Olímpicos de 2020, después de que en su anterior intento para los Juegos de 2016 esa supuesta tibieza o laxitud en lo relativo a la lucha antidopaje por parte de las autoridades españolas fuera apuntado como uno de los factores para la no designación de la Villa y Corte como sede olímpica.

### Sentencia: condenas leves, exoneraciones y destrucción de pruebas
La sentencia dictada por la juez consideró probada la existencia de un delito contra la salud pública y estableció penas de cárcel para el doctor Eufemiano Fuentes (principal acusado y cabecilla de la red) y el preparador José Ignacio Labarta. En concreto, las condenas quedaron fijadas en un año de prisión y cuatro de inhabilitación para Fuentes, y cuatro meses de prisión e inhabilitación para Labarta. Al carecer ambos de antecedentes penales, y siendo sus penas de menos de dos años, ninguno de los condenados tuvo que ingresar en la cárcel. Por otra parte el fallo exculpó a los directores deportivos Manolo Saiz y Vicente Belda, así como a la médico Yolanda Fuentes, de haber cometido un delito contra la salud pública.
Aunque la legislación española vigente en el momento de los hechos no contemplaba en sí mismo el dopaje como constitutivo de delito penal, la magistrada realizó en la sentencia la siguiente exposición sobre las actividades de los condenados Fuentes y Labarta:

Se trata en ambos casos de profesionales ligados al mundo deportivo desde hace muchos años y con una amplia experiencia. Debido a esa experiencia, es evidente que, cuando han estado ligados profesionalmente a equipos deportivos concretos, han viajado por muchos países, al menos en el ámbito europeo. Y es evidente que no pueden pretender a estas alturas manifestar que no tienen conocimiento del fenómeno del dopaje y de todo lo que ello conlleva, pues, en su ámbito profesional, tal conocimiento ha de presumirse. Ha de presumirse que son conocedores de que existen prohibiciones en torno a tales conductas, ya hablemos de suministro de medicamentos, ya hablemos de otro tipo de métodos como el inicialmente más novedoso de las transfusiones sanguíneas. Es evidente también que sabían que tales métodos estaban prohibidos y sancionados, en mayor o menor medida, tanto en España, como en los distintos países de Europa por los que se supone han acompañado a sus equipos a lo largo de su trayectoria profesional. Es evidente que existen unos controles cada vez mayores para evitar estas prácticas reprobables y es evidente, o ha de serlo para quien desarrolla su vida profesional en ese ámbito, que la lucha contra el dopaje cristalizó en una Convención Internacional contra el Dopaje en el Deporte, firmada en París el 19 de octubre de 2.005 y posteriormente ratificada por España. Es cierto que la Convención no impone a los países signatarios que esas normas se dicten necesariamente en el orden penal, pero es evidente que los acusados tenían que saber que estaban realizando prácticas prohibidas. Tan evidente es, que esa evidencia resulta del propio carácter subrepticio en que se desarrollaba todo el proceso, mediante extracciones y re-infusiones en pisos y hoteles de forma clandestina, mediante uso de palabras en clave y motes o alias, alusiones continuas en las conversaciones a la posibilidad de ser escuchados, y una “identificación” de las bolsas de sangre que contenían las muestras que no
ha permitido conocer con seguridad a los donantes de las mismas salvo en contados casos. De este carácter de clandestinidad de la propia conducta se deriva necesariamente que tanto el Doctor Fuentes como José Ignacio Labarta tenían al menos que dudar de la prohibición que pesaba sobre las conductas por ellos realizadas, con independencia de que pudieran no conocer el alcance exacto de la prohibición. No resulta asumible la explicación de Eufemiano Fuentes justificando tales circunstancias de cambios de teléfonos y utilización de palabras en clave por miedo a los periodistas, sobre la base de un incidente anterior, pues ni tal incidente se ha acreditado ni en ningún caso tendría que ver con los hechos. El propio Ignacio Labarta ha reconocido en el plenario que consideraba que ese sistema de extracciones y re-infusiones estaba prohibido, si bien lo que no sabía es que pudiera ser constitutivo de ilícito penal.
Julia Patricia Santamaría Matesanz, Magistrada-Juez

La magistrada negó a las autoridades deportivas personadas en el caso el acceso a las pruebas documentales y físicas, como las bolsas de sangre que aún permanecían bajo tutela judicial; con esa medida imposibilitaba la identificación y en su caso sanción deportiva de los clientes de la red de dopaje (en forma de suspensión y/o anulación de resultados). La sentencia, de hecho, ordenaba la destrucción o devolución de las pruebas recabadas durante la instrucción del proceso: los efectos personales serían devueltos a sus propietarios en el momento en que habían sido incautados (incluidos medicamentos, dinero en metálico, documentación impresa, teléfonos y los ordenadores y discos duros cuyo contenido seguía sin conocerse), mientras que serían destruidas las bolsas de sangre y todas las copias de la documentación intervenida (tanto la impresa como el material informático que pudiera haber sido volcado durante la investigación). La destrucción de esas evidencias se llevaría a cabo salvo que las acusaciones apelaran la sentencia.
En lo relativo a Jesús Manzano, que ejercía una de las acusaciones particulares y compareció en calidad de testigo, la juez desestimó su solicitud de indemnización (180.000 euros) en concepto de responsabilidad civil por el riesgo para su salud que habrían supuesto las prácticas de dopaje ejercidas por los condenados, justificando su decisión que este se había sometido voluntariamente a dichos procedimientos: en palabras de la juez, la "nada despreciable" cifra estaba "totalmente carente de fundamento, carencia de fundamento que ya a priori se vislumbra". La magistrada hizo constar varias contradicciones en las que el corredor habría incurrido durante su declaración, "un tanto confusa y caótica" y con un "tono truculento" que no hacía "sino restar verosimilitud" a su testimonio, además de dictaminar que no podía descartar "la existencia de un ánimo espurio del testigo". La juez desestimó asimismo la petición de Manzano de abrir diligencias contra Fuentes y Belda por injurias y calumnias durante la vista oral, aunque también rechazó las acusaciones de falso testimonio vertidas contra Manzano por parte de las defensas.

### Recursos a la Audiencia Provincial
Tras la sentencia emitida por el Juzgado de lo Penal n.º 21 de Madrid, se presentaron nueve recursos, que deberían ser resueltos por la Audiencia Provincial: su sección primera recibió el procedimiento completo del proceso, 11.950 folios distribuidos en 40 tomos y 8 carpetas de pruebas documentales. Se trataba de recursos presentados por los dos condenados, Eufemiano Fuentes y su colaborador José Ignacio Labarta, así como las siete acusaciones personadas en el caso: la Fiscalía y las seis particulares (el CONI, Jesús Manzano, la UCI, la AMA, la Abogacía del Estado -en representación del CSD- y la RFEC). Las acusaciones solicitaban fundamentalmente un aumento de las penas a Fuentes y Labarta, que las condenas se hicieran extensibles a los tres encausados absueltos (Manolo Saiz, Vicente Belda y Yolanda Fuentes) y tener acceso a las pruebas recabadas. La Abogacía del Estado reclamaba que la inhabilitación a Eufemiano Fuentes se hiciera extensible al ejercicio de la medicina en general (no solo la deportiva), así como la entrega al CSD de las evidencias documentales y las bolsas de sangre intervenidas en el proceso para emprender en su caso las sanciones administrativas pertinentes; el CONI pedía además tener acceso a los ordenadores incautados.

### Sentencia definitiva y entrega de las bolsas
El 10 de junio de 2016, la Audiencia Provincial de Madrid, dictó sentencia firme por la cual se absolvía a los imputados de todos los delitos por los que se les juzgaba. Los jueces consideraron que la conducta enjuiciada es conforme a la Ley Española, es decir, que no realizaron ninguna actividad ilegal según la ley.
Tras dicha sentencia se autorizó la entrega de muestras de las bolsas a las autoridades deportivas que así lo requiriesen. Curiosamente, sin que supuestamente nadie hubiese tenido acceso a las 211 bolsas conservadas, se anunció que pertenecían a 23 ciclistas y 12 atletas.

#### Comunicado de CGCOM y SEMED-FEMEDE
Un mes después el Consejo General de Colegios Oficiales de Médicos de España (CGCOM) y la Sociedad Española de Medicina del Deporte (SEMED-FEMEDE) publicó un comunicado mostrando su rechazo de la sentencia aduciendo principalmente que:

tratamiento se suministraba al ciclista por indicación del Doctor Fuentes con la exclusiva finalidad de conseguir la elevación del nivel de hematocrito a fin de incrementar su rendimiento y sin que respondiera a una verdadera prescripción médica conforme a la “lex artis” y que esta práctica suponía un importante peligro para la salud del ciclista.

Que estos riesgos contra la salud podían verse incrementados en el caso de que a dicho procedimiento se uniera el consumo de la mencionada eritoproyetina, riesgos que aumentaban aún más en el caso de consumo añadido de otras sustancias.

Que extracciones y auto-transfusiones sanguíneas se realizaban sin cumplimiento de las exigencias previstas en la normativa sanitaria en materia de transfusiones y autotransfusiones, no realizándose las extracciones ni las re-infusiones en centros autorizados, realizándose, en ocasiones, en habitaciones de hotel, sin cumplir las garantías higiénico-sanitarias previstas en la normativa sanitaria en cuanto al transporte y conservación de la cadena de frío de las muestras, sin garantía de la práctica en todos los casos de los preceptivos controles hematológicos del receptor de la sangre y, principalmente, sin un sistema de identificación de las muestras que garantizara una perfecta trazadibilidad de la sangre que permitiera un seguimiento sin margen de error de la muestra desde el momento de la extracción hasta el momento de la re-infusión, realizándose todo el procedimiento de una manera clandestina y al margen de cualquier tipo de control o inspección de las Autoridades, incumplimientos que entrañaban de por sí un incremento del riesgo para la salud de los ciclistas

Por lo que, aún respetando al sentencia, no la compartían ya que según su opinión estas prácticas «vulneran gravemente la práctica médica, son contrarias a los principios de Deontología y ética Médica, son contrarias a las normas sanitarias vigentes y son absolutamente inaceptables y reprobables, entre otros motivos, por no constituir una prescripción médica (que es obligación de todo facultativo) y por poner en grave riesgo a los deportistas que sufrieron los tratamientos enjuiciados.».